# 워런 G. 하딩 행정부
워런 G. 하딩의 제29대 미국 대통령 재임 기간은 1921년 3월 4일부터 1923년 8월 2일 사망할 때까지였다. 하딩은 제1차 세계 대전 이후의 나라를 이끌었다. 오하이오주 출신의 공화당원인 하딩은 1890년대 중반부터 1932년까지 대체로 공화당이 지배했던 미국 정치사 시대에 재직했다. 그는 명백한 심장마비로 사망했으며, 부통령 캘빈 쿨리지가 그의 뒤를 이었다.
하딩은 1920년 대통령 선거에서 민주당원 제임스 M. 콕스를 물리치고 취임했다. 현 민주당 대통령 우드로 윌슨 행정부의 정책에 반대하여 출마한 하딩은 26.2%포인트 차이로 일반 투표에서 승리했으며, 이는 1820년대 호감의 시대가 끝난 이후 대통령 선거에서 가장 큰 일반 투표 득표율 차이로 남아있다. 취임하자마자 하딩은 정부의 경제 개입을 최소화하기 위한 보수적인 정책을 시행했다. 앤드루 멜런 재무장관은 주로 부유층에 대한 세금을 인하하는 주요 세금 감면 법안인 1921년 소득세법을 통과시켰다. 하딩은 또한 국가의 첫 공식 예산 과정을 수립하고 예산국을 설립하는 예산 및 회계법에 서명했다. 그의 국내 정책의 또 다른 주요 측면은 포드니-맥컴버 관세로, 관세율을 크게 인상했다.
하딩은 1921년 긴급 할당량법을 지지했으며, 이는 제한적인 이민 정책 시대의 시작을 알렸다. 그는 제1차 세계 대전 참전 용사들에게 보너스를 지급하는 법안에 거부권을 행사했지만, 재향군인국의 설립을 주재했다. 그는 또한 농업 위기를 해결하기 위해 고안된 여러 법안에 서명했으며, 허버트 후버 상무장관과 함께 라디오와 항공과 같은 새로운 기술을 장려했다. 하딩의 외교 정책은 찰스 에번스 휴스 국무장관이 지휘했다. 휴스의 주요 외교 정책 성과는 1921-1922년 워싱턴 회담으로, 세계 주요 해군 강대국들이 해군 군축 프로그램에 합의했다. 하딩은 네 명의 대법관을 임명했으며, 모두 태프트 법원의 보수적인 일원이 되었다. 하딩 사망 직후 티팟 돔 스캔들을 포함한 여러 주요 스캔들이 터져 나왔다.
하딩은 역사상 가장 인기 있는 대통령 중 한 명으로 사망했지만, 이후 스캔들이 폭로되면서 그의 인기는 하락했으며, 여러 혼외 관계가 밝혀지면서 더욱 그러했다. 그의 재임 후 수십 년 동안 미국 대통령의 역사적 순위에서 하딩은 종종 최악의 대통령으로 평가되었다. 그러나 최근 수십 년 동안 많은 역사가들은 하딩의 재임 기간에 대한 기존의 역사적 평가를 근본적으로 재평가하기 시작했다.

## 1920년 선거

### 공화당 후보 지명
1920년 초까지, 레너드 우드 장군, 일리노이 주지사 프랭크 로든, 캘리포니아주 상원의원 하이라움 존슨이 다가오는 대통령 선거에서 공화당 후보 지명 경쟁의 선두 주자로 떠올랐다. 당내 일부는 대안을 찾기 시작했고, 하딩은 그의 오하이오주 표를 끌어모을 수 있는 독특한 능력 때문에 마지못해 그의 이름이 거론되었다. 하딩의 선거 운동 본부장이 된 해리 더거티는 이들 후보 중 누구도 과반수를 얻을 수 없다고 확신했고, 6시간이 넘는 마라톤 논의 끝에 하딩에게 출마를 설득했다. 더거티의 전략은 하딩이 당의 모든 파벌에게 좋아지거나 적어도 수용 가능하도록 만들어, 전당대회 교착 상태가 발생할 경우 하딩이 타협 후보로 떠오를 수 있도록 하는 데 집중했다. 그는 오클라호마 석유업자 제이크 L. 해몬과 계약을 맺었는데, 해몬이 로든을 위해 사들였던 18명의 오클라호마 대의원 표가 로든의 노력이 실패할 경우 하딩에게 두 번째 선택으로 약속되었다.

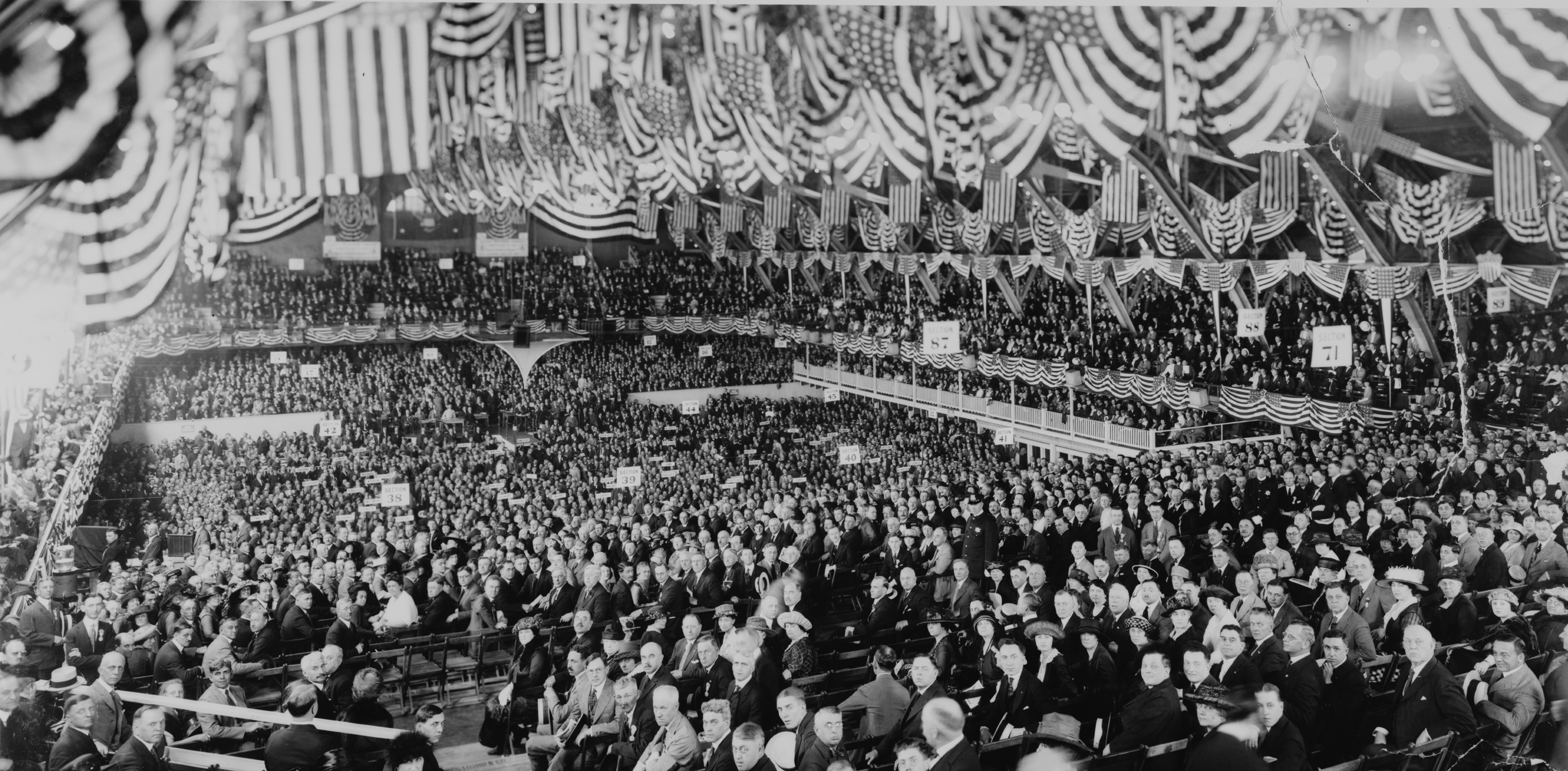
공화당 전당대회, 일리노이주, 시카고, 1920년 6월 8일–12일

6월에 1920년 공화당 전당대회가 시작될 무렵, 상원 소위원회는 각 후보들이 사용한 자금을 집계했는데, 총액은 다음과 같았다: 우드 – 180만 달러; 로든 – 41만 4천 달러; 존슨 – 19만 4천 달러; 하딩 – 11만 4천 달러; 개회 선언 시 공약된 대의원 수는 다음과 같았다: 우드 – 124명; 존슨 – 112명; 로든 – 72명; 하딩 – 39명. 하지만 개회 시에도 대의원의 절반 미만만이 공약되어 있었고, 많은 사람들은 전당대회가 펜실베이니아주 상원의원 필랜더 C. 녹스, 매사추세츠주 상원의원 헨리 캐벗 로지 주니어, 또는 1916년 후보 찰스 에번스 휴스와 같은 타협 후보를 지명할 것으로 예상했다. 9차 투표 후에도 어떤 후보도 과반수를 확보하지 못했다. 전당대회가 그날 휴회한 후, 분열되어 단일한 정치적 보스가 없었던 공화당 상원의원들과 다른 지도자들은 시카고의 블랙스톤 호텔 404호에서 만났다. 밤새 이어진 회의 끝에 이들 당 지도자들은 하딩이 가장 좋은 타협 후보라고 잠정적으로 결론 내렸다. 이 회의는 종종 "연기 자욱한 방"에서 열렸다고 묘사되었다. 다음 날, 10차 투표에서 하딩이 대통령 후보로 지명되었다. 대의원들은 이어서 매사추세츠 주지사 캘빈 쿨리지를 부통령 러닝메이트로 선택했다.

### 총선

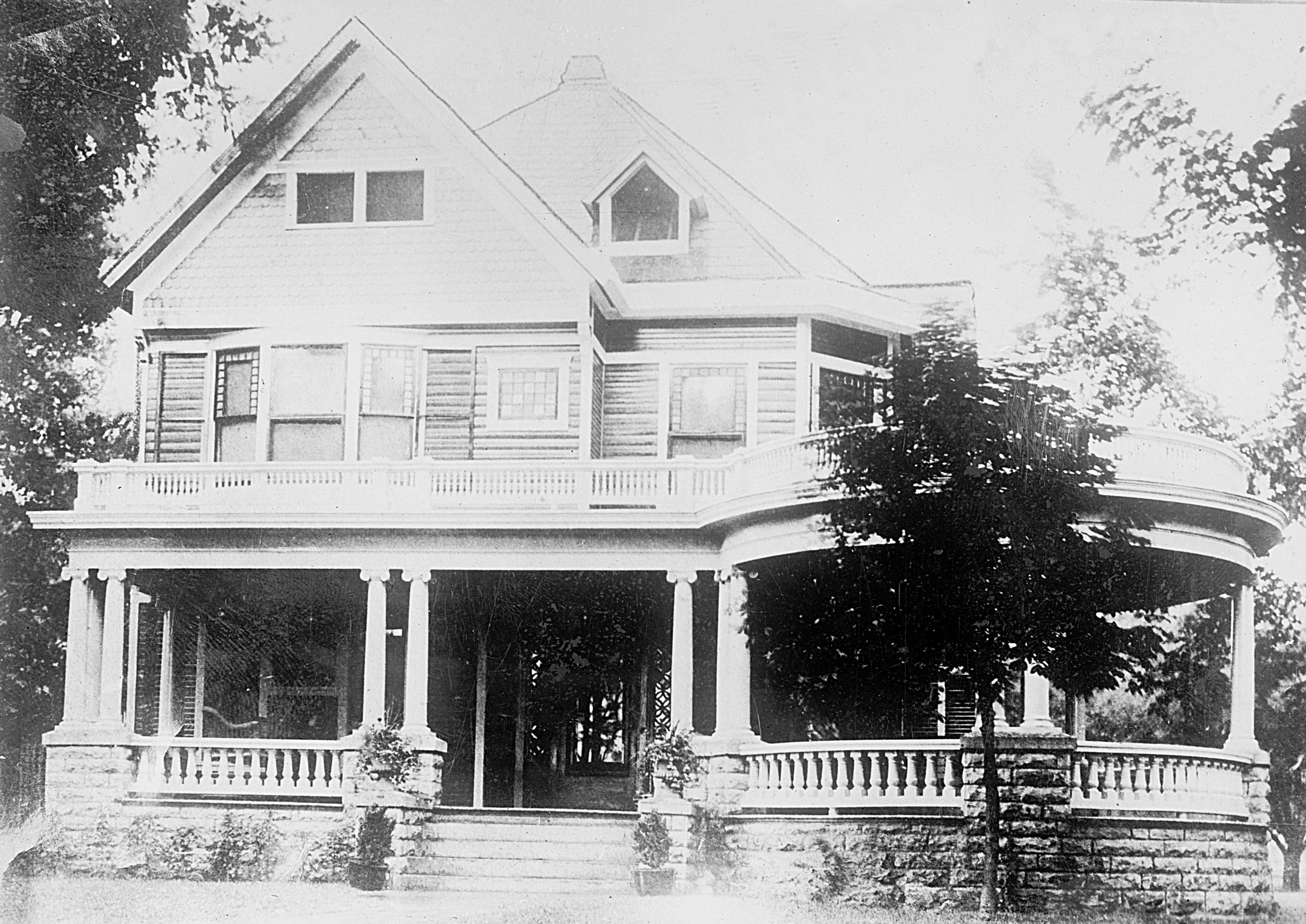
하딩의 오하이오주 매리언 자택으로, 1920년 "전면 현관" 선거 운동을 펼쳤던 곳이다. (c.1918–1921)

1920년 선거에서 하딩의 상대는 44차례의 투표 끝에 1920년 민주당 전당대회에서 민주당 후보로 지명된 오하이오주 주지사이자 신문 기자였던 제임스 M. 콕스였다. 하딩은 윌슨 행정부의 진보적 이데올로기를 거부하고 매킨리 행정부의 자유방임주의 접근 방식을 선호했다. 그는 전쟁, 국제주의, 정부 활동주의로 얼룩진 시대를 끝내자고 주장하며 "정상으로의 회귀"를 약속하며 선거 운동을 벌였다. 그는 다음과 같이 말했다.
| “ | 미국에 지금 필요한 것은 영웅주의가 아니라 치유입니다. 만병통치약이 아니라 정상 상태입니다. 혁명이 아니라 복원입니다. 선동이 아니라 조정입니다. 수술이 아니라 평온입니다. 극적인 것이 아니라 냉정한 것입니다. 실험이 아니라 균형입니다. 국제성에 몰입하는 것이 아니라 승리하는 민족성을 유지하는 것입니다. | ” |

1920년 선거는 여성들이 전국적으로 투표할 수 있었던 최초의 선거이자 라디오로 중계된 최초의 선거였다. 앨버트 래스커가 주도한 하딩 선거 운동은 대통령 선거 운동에서 처음으로 현대적인 광고 기술을 사용하여 광범위한 캠페인을 펼쳤다. 뉴스릴, 영화, 음반, 빌보드 포스터, 신문, 잡지 및 기타 미디어를 사용하여 래스커는 하딩의 애국심과 친근함을 강조하고 강화했다. 해리 뉴 광고업자가 5,000명의 연설가를 훈련시켜 하딩을 위해 전국으로 파견했다. 텔레마케터들은 완벽한 대화를 통해 전화 회의를 진행하여 하딩을 홍보하는 데 사용되었고, 래스커는 하딩과 그의 아내의 사진 8,000장을 2주마다 전국에 배포했다. 농민들에게는 민주당 농업 정책의 alleged 남용을 비난하는 브로셔가 보내졌고, 아프리카계 미국인과 여성들에게는 민주당으로부터 표를 빼앗기 위한 문학 작품이 제공되었다. 또한 알 졸슨과 릴리언 러셀과 같은 유명 인사들이 하딩을 대신하여 전국을 순회했다.

1920년 선거인단 투표 결과

하딩은 콕스의 127표에 대해 404표의 선거인단 투표를 얻어 결정적인 승리를 거두었다. 그는 전국 일반 투표의 60퍼센트를 득표하여 당시까지 기록된 최고 득표율을 기록했으며, 콕스는 34퍼센트만을 득표했다. 연방 교도소에서 선거 운동을 벌인 사회당 후보 유진 데브스는 전국 투표의 3퍼센트를 얻었다. 하딩은 26.2% 차이로 일반 투표에서 승리했는데, 이는 1820년 선거 이후 가장 큰 차이이다. 그는 "솔리드 사우스"를 제외한 모든 주를 휩쓸었으며, 테네시에서의 승리는 재건 시대 이후 아메리카 연합국의 옛 주에서 승리한 최초의 공화당원이 되었다. 동시에 치러진 의회 선거에서 공화당은 하원에서 63석을 추가로 얻었다. 새로 들어서는 제67회 미국 의회는 공화당이 지배했지만, 중서부의 독립적인 농업 그룹을 포함한 다양한 파벌로 당이 분열되어 있었다.

## 취임

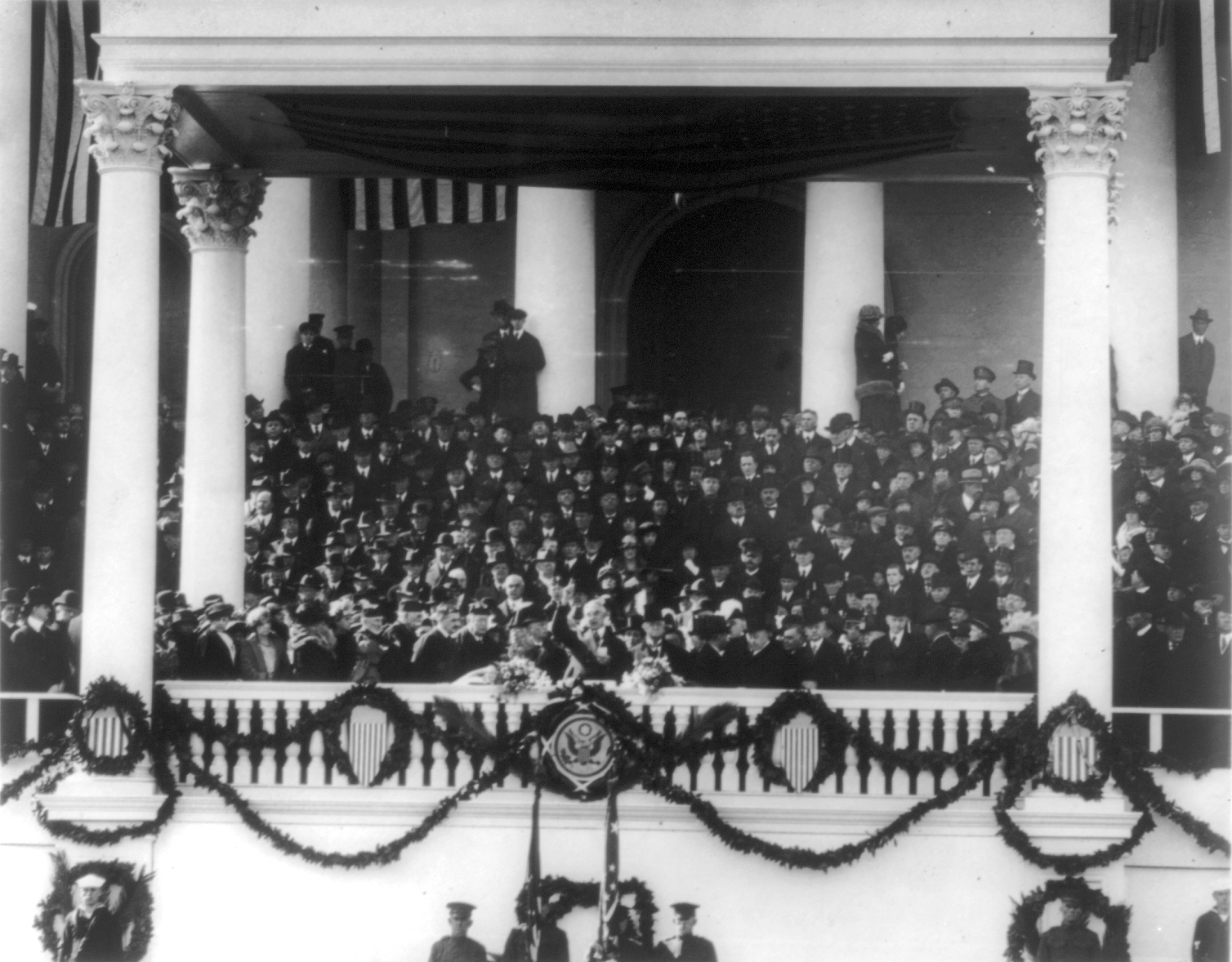
워런 G. 하딩 취임식, 1921년 3월 4일.

하딩은 1921년 3월 4일 미국 국회의사당 동쪽 포르티코에서 미국의 제29대 대통령으로 취임했다. 대법원장 에드워드 D. 화이트가 취임 선서를 집행했다. 하딩은 선서를 낭독하면서 워싱턴 취임식 성경에 손을 얹었다. 이것은 미국 대통령이 취임식에 자동차를 타고 왕복한 첫 번째 사례였다. 취임 연설에서 하딩은 자신의 선거 운동 주제를 반복하며 다음과 같이 선언했다.
| “ | 나의 동포 여러분: 대폭풍 후에 주변 세상을 둘러보며 파괴의 흔적을 보고도 그것을 견뎌낸 것들의 견고함에 기뻐하는 사람이 미국인이라면, 그는 후회와 새로운 희망이 기묘하게 뒤섞인 맑아진 분위기를 숨 쉬게 됩니다. ... 우리의 가장 위험한 경향은 정부로부터 너무 많은 것을 기대하면서 동시에 정부를 위해 너무 적은 것을 하는 것입니다. | ” |

문학 비평가 H. L. 멩켄은 경악하며 다음과 같이 말했다.
| “ | 그는 내가 본 영어 중 최악의 영어를 쓴다. 그것은 축축한 스펀지 끈처럼 느껴지고, 빨랫줄에 걸린 너덜너덜한 빨래처럼 느껴지고, 오래된 콩 수프, 대학 응원 구호, 끝없는 밤 동안 바보같이 짖어대는 개 소리처럼 느껴진다. | ” |

## 행정부

### 내각

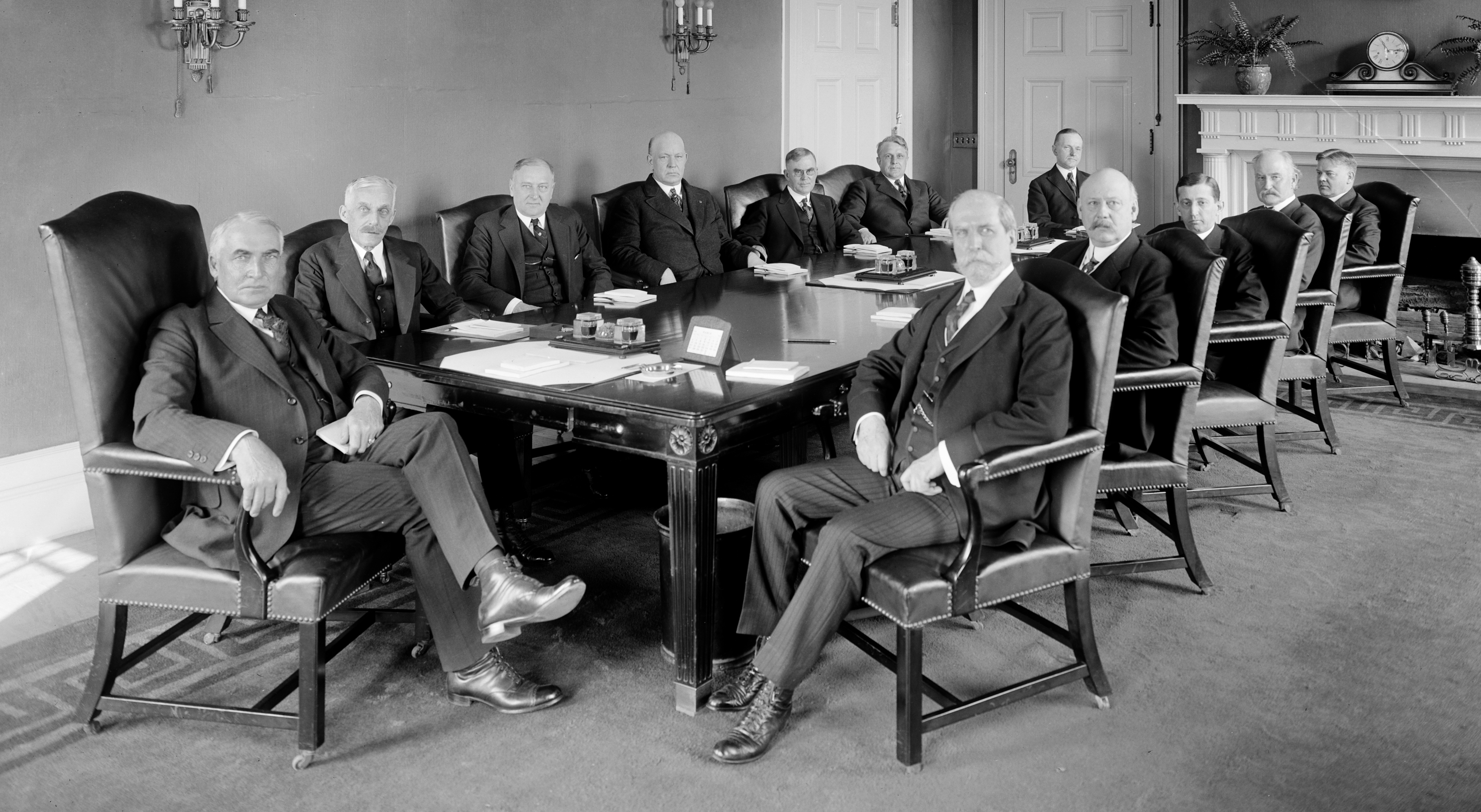
하딩과 그의 첫 내각, 1921년
왼쪽부터: 하딩, 앤드루 W. 멜런, 해리 M. 더거티, 에드윈 덴비, 헨리 C. 월리스, 제임스 J. 데이비스, 찰스 에번스 휴스, 캘빈 쿨리지, 존 W. 윅스, 윌 H. 헤이스, 앨버트 폴, 허버트 후버

하딩은 10명으로 구성된 자신의 내각에 수많은 저명한 국가 인물들을 선발했다. 상원 외교위원회 위원장인 헨리 캐벗 로지는 하딩에게 엘리후 루트나 필랜더 C. 녹스를 국무장관으로 임명하라고 제안했지만, 하딩은 대신 전 대법관 찰스 에번스 휴스를 그 직책에 선임했다. 하딩은 1920년 선거에서 농업 문제에 대해 하딩에게 조언했던 아이오와주 기자 헨리 C. 월리스를 농무장관으로 임명했다. 찰스 G. 도스가 하딩의 재무장관 제안을 거절한 후, 하딩은 펜로즈 상원의원의 제안에 따라 피츠버그 억만장자 앤드루 멜런을 선택했다. 하딩은 멜런의 임명을 지렛대 삼아 윌슨 아래에서 미국 식량 관리국을 이끌었던 허버트 후버를 인준받았고, 그는 하딩의 상무장관이 되었다.
하딩은 레너드 우드를 국방부 장관으로 임명하라는 대중의 요구를 거부하고 대신 로지가 선호하는 후보였던 매사추세츠주 전 상원의원 존 W. 윅스를 임명했다. 그는 제임스 J. 데이비스를 노동부 장관으로 선택했는데, 데이비스는 노동계에 폭넓게 수용될 수 있지만 노동계 지도자 새뮤얼 곰퍼스에게 반대하는 하딩의 기준을 충족했기 때문이다. 공화당 전국위원회 위원장인 윌 H. 헤이스는 우체국장으로 임명되었다. 1920년 공화당 전당대회에서의 그의 행동에 감사하며, 하딩은 프랭크 로든에게 해군장관직을 제안했다. 로든이 그 자리를 거절하자, 하딩은 대신 미시간주 전 하원의원 에드윈 덴비를 임명했다. 하딩과 상원에서 함께 재직하며 가까운 동맹이었던 뉴멕시코주 상원의원 앨버트 B. 폴은 하딩의 내무장관이 되었다.
하딩은 그의 내각에 "최고의 인재"들을 기용하는 데 전념했지만, 그는 종종 그의 선거 운동 승리에 기여한 다른 사람들에게도 직위를 수여했다. 반음주동맹의 지도자인 웨인 휠러는 하딩에 의해 금주 위원회에 누가 봉사할지 지시할 수 있었다. 하딩은 해리 M. 더거티를 법무장관으로 임명했는데, 이는 1920년 선거 운동을 이끌어준 더거티에게 빚을 졌다고 느꼈기 때문이다. 선거 후, 오하이오 지역의 많은 사람들이 워싱턴 D.C.로 이주하여 K 스트리트의 작은 초록색 집에 본부를 두었고, 결국 "오하이오 갱"으로 알려지게 되었다. 뇌물과 부패 혐의가 하딩의 법무부에 만연했다. 주류 밀매업자들은 뇌물과 리베이트를 통해 수만 건의 위스키를 압수했다. 오하이오 갱과 다른 하딩 임명자들로 인한 재정적, 정치적 스캔들, 그리고 하딩 자신의 개인적인 논란은 하딩의 개인적인 명성을 심각하게 훼손하고 그의 대통령 업적을 가렸다.

### 언론팀
전기 작가들에 따르면 하딩은 전직 신문 기자였기 때문에 다른 어떤 전임 대통령보다 언론과 더 잘 지냈다. 기자들은 그의 솔직함, 정직함, 그리고 그가 고백한 한계를 존경했다. 그는 언론을 비하인드 스토리로 데려가 대통령직의 내부 원을 보여주었다. 1921년 11월, 하딩은 또한 기자 회견 동안 기자들로부터 서면 질문을 받는 정책을 시행했다.

## 사법부 임명
하딩은 미국 연방 대법원에 네 명의 대법관을 임명했다. 대법원장 에드워드 더글러스 화이트의 사망 후, 전 대통령 윌리엄 하워드 태프트는 화이트의 후임 지명을 위해 하딩에게 로비했다. 하딩은 태프트의 요청을 수락했고, 태프트는 1921년 6월에 법원에 합류했다. 하딩의 다음 법원 선택은 보수적인 유타주 전 상원의원 조지 서덜랜드로, 그는 1912년 태프트와 1920년 하딩의 주요 지지자였다. 서덜랜드는 1922년 9월 존 헤신 클라크가 사임한 후 그의 뒤를 이었다. 1923년에는 윌리엄 R. 데이의 사망과 맬런 핏니의 사임으로 두 명의 대법원 공석이 생겼다. 태프트의 추천에 따라 하딩은 철도 변호사이자 보수적인 민주당원인 피어스 버틀러를 데이의 후임으로 지명했다. 로버트 M. 라폴레트 시니어와 같은 진보적인 상원의원들은 버틀러의 지명을 막으려 했지만 실패했고, 버틀러는 인준되었다. 더거티 법무장관의 조언에 따라 하딩은 테네시주 연방 항소법원 판사 에드워드 테리 샌포드를 핏니의 후임으로 임명했다. 이러한 임명에 힘입어 태프트 법원은 로크너 시대의 판례를 지지하고 1920년대의 보수주의를 크게 반영했다.
하딩 행정부의 법무부는 미국 항소법원에 6명의 판사를, 미국 지방법원에 42명의 판사를, 그리고 미국 세관 항소 법원에 2명의 판사를 선발했다.

## 국내 문제

### 1921년 소득세법

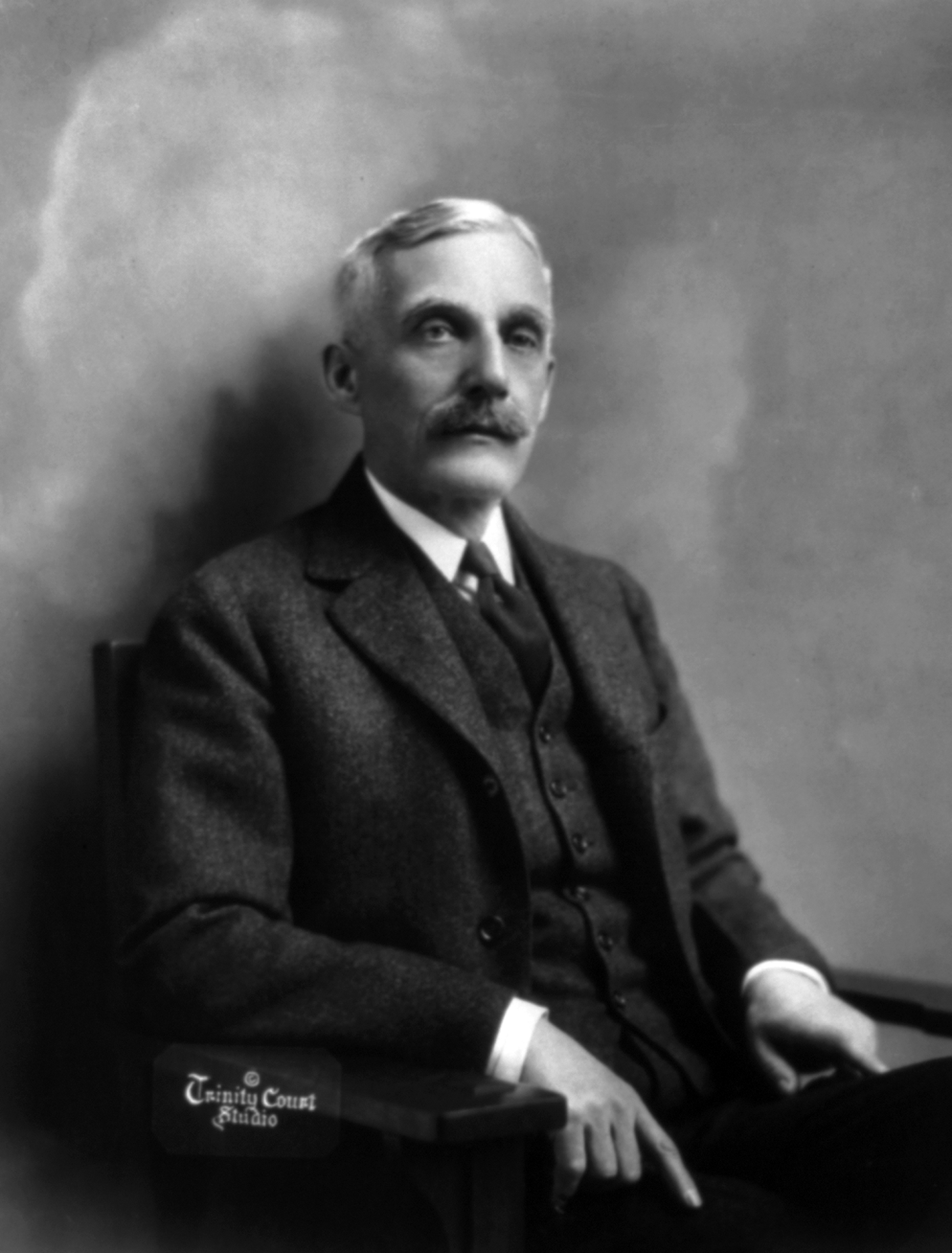
앤드루 멜런 재무장관

하딩은 국가가 1920년-21년 불황으로 알려진 전후 경제 침체기에 있을 때 취임했다. 그는 연방 고용보험제 제공 제안을 강력히 거부했는데, 정부가 구호 노력을 자선 단체와 지방 정부에 맡겨야 한다고 믿었기 때문이다. 그는 경제 번영을 회복하는 가장 좋은 방법은 관세율을 높이고 경제 활동에서 정부의 역할을 줄이는 것이라고 믿었다. 그의 행정부의 경제 정책은 초과이익세와 법인세 감면을 제안한 멜런 재무장관에 의해 수립되었다. 멜런의 세금 계획의 핵심 원칙은 고소득층에만 영향을 미치는 누진 소득세인 추가 과세의 감소였다. 멜런은 부유층이 가능한 한 많은 자본을 보유하는 것을 선호했는데, 그들을 경제 성장의 주요 동력으로 보았기 때문이다. 의회 공화당 지도자들은 하딩과 멜런의 세금 감면 열망을 공유했으며, 공화당은 하딩의 첫 재임 기간의 핵심 입법 우선순위로 세금 감면과 관세율을 설정했다. 하딩은 이러한 문제들을 해결하기 위해 의회의 특별 회기를 소집했고, 의회는 1921년 4월에 소집되었다.
민주당과 많은 농업 주 공화당 의원들의 반대에도 불구하고, 의회는 11월에 1921년 소득세법을 통과시켰고, 하딩은 그 달 말에 법안에 서명했다. 이 법은 가장 부유한 미국인들의 세금을 크게 줄였지만, 멜런이 선호했던 만큼 깊은 감세는 아니었다. 이 법은 최고 한계 소득세율을 73%에서 58%로 줄였고, 법인세를 65%에서 50%로 낮추었으며, 초과이익세를 궁극적으로 폐지하도록 규정했다. 국고 수입은 상당히 감소했다.
1920년대 동안 임금, 이윤, 생산성 모두 상당한 증가를 보였으며, 경제학자들은 1921년 소득세법이 1920-21년 불황 이후의 강력한 경제 성장에 주요 역할을 했는지 여부에 대해 의견이 분분하다. 경제학자 다니엘 퀸은 이러한 개선을 연방준비제도의 이전 통화 정책에 기인하며, 한계 세율의 변화가 세금 기반의 확장을 동반하여 수입 증가를 설명할 수 있다고 지적한다. 자유지상주의 역사학자 슈바이카트와 앨런은 하딩의 세금 및 경제 정책이 부분적으로 "...국가 역사상 가장 활기찬 8년간의 제조 및 혁신 폭발을 이끌었다"고 주장한다. 회복은 오래가지 못했다. 또 다른 경제 침체는 1923년 하딩 대통령 임기 말에 시작되었고, 세금 감면은 여전히 진행 중이었다. 세 번째 침체는 다음 대통령 임기인 1927년에 이어졌다. 일부 경제학자들은 세금 감면이 경제적 불평등과 투기를 심화시켜 결과적으로 대공황에 기여했다고 주장한다.

### 포드니-맥컴버 관세
그 시대 대부분의 공화당원들처럼, 하딩은 보호 관세 즉, 특정 수입품에 대한 높은 세금을 선호했다. 1920년 이전에는 하딩이 제조업과 그들이 지불하는 높은 임금을 보호하기 위한 높은 관세를 지지하는 전통적인 공화당 입장의 대변인이었다. 1920년 선거 운동과 재임 기간 동안 하딩은 보호무역주의를 강력히 옹호했는데, 관세가 미국 일자리와 산업을 보호하는 데 필수적이라고 믿었다. 그는 관세가 국내 제조업을 활성화하고, 공장 임금을 높게 유지하며, 일반적인 번영으로 이어질 것이라고 믿었다. 그러나 하딩 행정부는 또한 상호 무역 협정을 협상하려고 노력했는데, 이는 다른 국가로부터의 수입품에 대한 관세를 낮추는 대신 그 국가로부터 유사한 양보를 받는 것을 포함했다. 이러한 접근 방식은 국내 산업을 보호하면서도 더 많은 무역을 촉진하는 것을 목표로 했다.
취임 직후, 그는 주로 유럽 농산물 수입 증가로 고통받는 미국 농민들을 돕기 위해 고안된 임시 조치인 1921년 긴급 관세법에 서명했다. 이 긴급 관세는 유럽 제조업자들의 덤핑을 방지하는 조항을 포함하여 국내 제조업도 보호했다. 하딩은 1921년 말까지 영구 관세법에 서명하기를 바랐지만, 특히 농업과 제조업 이해관계자들 간의 관세 목록에 대한 뜨거운 의회 논쟁으로 인해 법안 통과가 지연되었다.
1922년 9월, 하딩은 포드니-맥컴버 관세 법안에 열정적으로 서명했다. 이 보호무역주의 법안은 조지프 W. 포드니 하원의원과 포터 J. 맥컴버 상원의원이 발의했으며, 거의 모든 공화당 의원들의 지지를 받았다. 이 법안은 이전의 1913년 언더우드-시먼스 관세 법안에 포함된 관세율을 미국 역사상 최고 수준으로 인상했다. 하딩은 고관세로 인해 농업 사업이 경제적 어려움을 겪자 우려하기 시작했다. 1922년까지 하딩은 단기적인 이점에도 불구하고 고관세의 장기적인 영향이 국가 경제에 해로울 수 있다고 믿기 시작했다. 하딩, 쿨리지, 후버 행정부 하에서 제정된 고관세는 역사적으로 1929년 월스트리트 대폭락의 원인 중 하나로 여겨져 왔다.

### 예산국

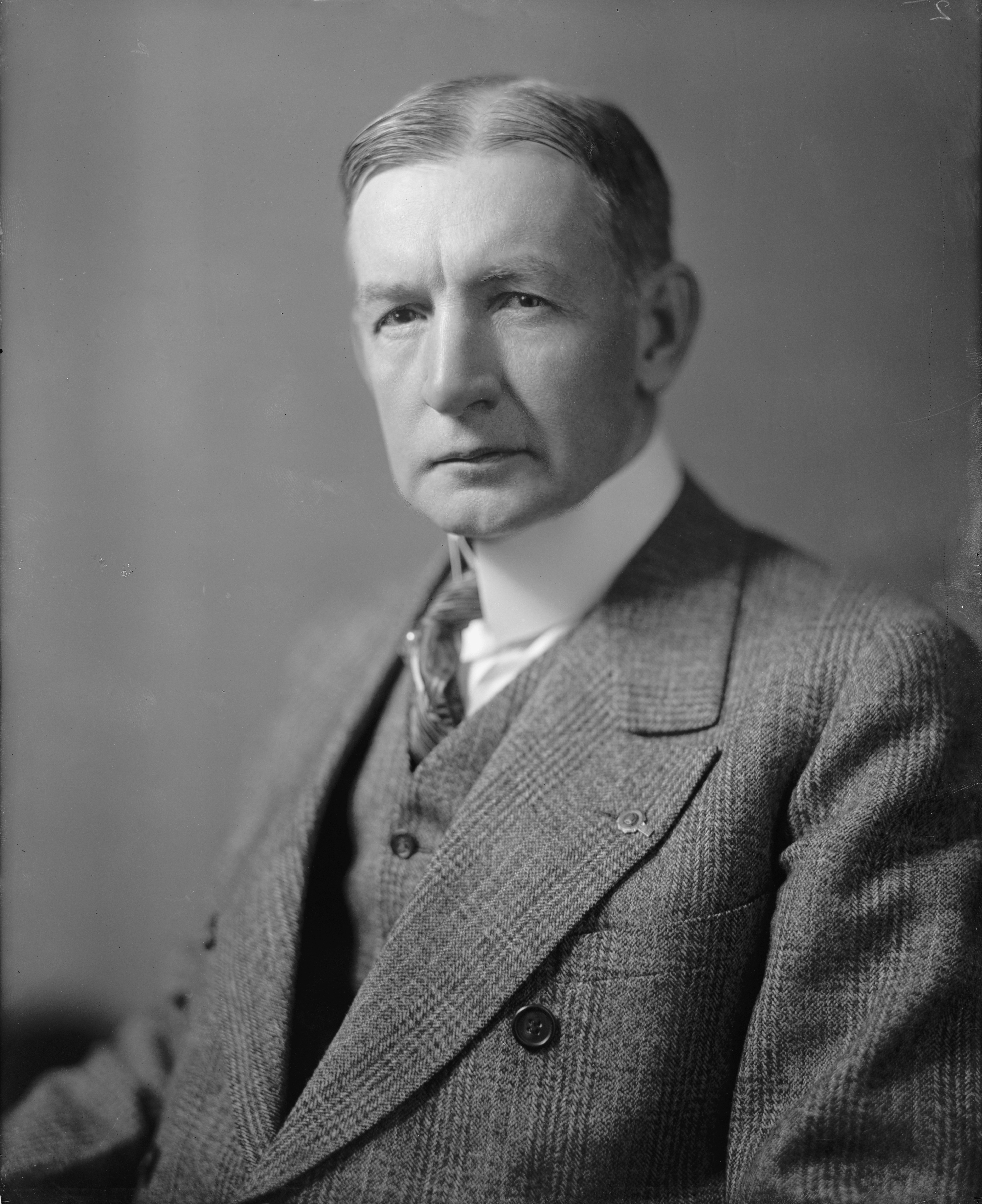
찰스 G. 도스—최초의 예산국장

하딩은 연방 정부가 민간 기업과 유사하게 재정적으로 관리되어야 한다고 믿었다. 그는 "사업에 정부가 적게 개입하고 정부에 사업이 더 많이 개입해야 한다"는 슬로건을 내걸고 선거 운동을 벌였다. 미국 하원 세입세출위원회가 수입과 지출의 균형을 맞추는 것이 점점 더 어려워지면서, 태프트는 자신의 대통령 재임 기간 동안 연방 예산 시스템의 창설을 권고했다. 사업가들과 경제학자들은 윌슨 행정부 동안 태프트의 제안에 동조했고, 1920년까지 양당 모두 이를 선호했다. 이러한 목표를 반영하여 1921년 6월, 하딩은 1921년 예산 및 회계법에 서명했다.
이 법안은 연방 예산 과정을 조정하기 위해 예산국을 설립했다. 이 사무실의 수장은 대통령 예산 국장이었는데, 그는 재무장관이 아닌 대통령에게 직접 책임을 졌다. 이 법은 또한 대통령이 매년 의회에 예산을 제출해야 한다고 규정했으며, 이후 모든 대통령은 그렇게 해야 했다. 또한, 연방 예산 지출에 대한 의회의 감독을 보장하기 위해 미국 회계감사원 (GAO)이 설립되었다. GAO는 회계감사원장이 이끌었으며, 그는 의회에 의해 15년 임기로 임명되었다. 하딩은 찰스 도스를 예산국의 초대 국장으로 임명했다. 도스의 첫 재임 기간 동안 정부 지출은 15억 달러, 즉 25% 감소했으며, 다음 해에도 25%의 추가 감소를 주도했다.

### 이민 제한
20세기 초 20년 동안 미국의 이민은 증가했으며, 이민자 중 상당수는 서유럽이 아닌 남유럽과 동유럽 출신이었다. 많은 미국인들은 이러한 새로운 이민자들을 의심의 눈초리로 보았고, 제1차 세계 대전과 제1차 적색공포는 토착주의적 두려움을 더욱 고조시켰다. 1921년 5월 19일 하딩이 서명한 퍼센트법(Per Centum Act)은 이민자 수를 1910년 인구조사를 기준으로 한 해당 국가 인구의 3%로 줄였다. 이전 의회에서 윌슨 대통령이 거부권을 행사했던 이 법은 또한 불법 이민자들을 추방할 수 있도록 했다. 하딩과 제임스 데이비스 노동장관은 집행이 인도적이어야 한다고 믿었으며, 하딩은 수천 명의 이민자들에게 유예를 허용하는 예외를 자주 허용했다. 미국의 이민은 1920년 약 80만 명에서 1922년 약 30만 명으로 감소했다. 이 법은 나중에 1924년 이민법으로 대체되었지만, 국가별 할당 공식의 수립을 알렸다.

### 재향군인
하딩이 취임했을 때 많은 제1차 세계 대전 참전 용사들은 실업 상태이거나 경제적으로 어려움을 겪고 있었다. 이들을 돕기 위해 상원은 참전 용사들에게 전쟁 기간 동안 복무한 일수마다 1달러의 보너스를 지급하는 법안 통과를 고려했다. 하딩은 참전 용사들에게 보너스를 지급하는 것에 반대하며, 이미 많은 노력이 이루어지고 있으며 법안이 "우리 국고를 파탄시키고, 그로부터 나중에 기대할 것이 많다"고 주장했다. 상원은 보너스 법안을 위원회로 돌려보냈지만, 1921년 12월 의회가 다시 소집되자 이 문제가 다시 제기되었다. 자금 조달 수단 없이 보너스를 제공하는 법안은 1922년 9월 양원에서 통과되었다. 하딩은 이에 거부권을 행사했으며, 거부권은 간신히 유지되었다.
1921년 8월, 하딩은 재향군인국이라는 새로운 기관을 설립하는 스위트 법안에 서명했다. 제1차 세계 대전 후, 30만 명의 부상당한 재향군인들이 입원, 의료 서비스 및 직업 훈련을 필요로 했다. 이 재향군인들의 필요를 처리하기 위해 새로운 기관은 전역 위험 보험국, 연방 병원 관리국 및 재향군인 업무를 다루는 다른 세 개의 기관을 통합했다. 하딩은 찰스 R. 포브스 대령을 재향군인국의 초대 국장으로 임명했다. 재향군인국은 나중에 재향군인 행정부로 통합되었고 궁극적으로 재향군인부가 되었다.

### 농업법
농민들은 1920~21년 불황 동안 가장 큰 타격을 입었으며, 농산물 가격은 폭락했다. 윌리엄 S. 케니언 상원의원과 레스터 J. 디킨슨 하원의원이 이끄는 강력한 초당적 농업 그룹의 존재는 의회가 농업 위기를 해결할 것임을 보장했다. 하딩은 농업 정책에 대한 권고안을 제시하기 위해 농업 산업 합동 위원회를 설립했으며, 1921년과 1922년에 농업 및 식품 관련 법률 시리즈에 서명했다. 이 법안의 대부분은 우드로 윌슨 대통령의 1919년 연방거래위원회 보고서에서 비롯되었는데, 이 보고서는 식육제관업에서 "법이나 공익에 어긋나는 조작, 통제, 신탁, 조합 또는 제약"을 조사하고 발견했다. 첫 번째 법은 포장 및 가축 시장법으로, 포장업자가 불공정하고 기만적인 관행에 참여하는 것을 금지했다. 윌슨 대통령이 법으로 서명했던 1916년 농업 대출법에 두 가지 수정안이 추가되었는데, 이는 농촌 농업 대출의 최대 규모를 확장했다. 긴급 농업 신용법은 농민들이 가축을 판매하고 판매하는 것을 돕기 위해 새로운 대출을 승인했다. 하딩이 1922년 2월 18일에 서명한 캐퍼-볼스테드 법은 농업 협동조합을 반독점 법률로부터 보호했다. 선물 거래법도 제정되어 선물 계약의 매수 및 매도 옵션, 입찰 및 제안을 규제했다. 나중에 1922년 5월 15일, 미국 연방 대법원은 이 법안이 위헌이라고 판결했지만, 의회는 이에 대응하여 유사한 곡물 선물법을 통과시켰다. 농민들에게 동정적이었고 헨리 월리스 농무장관에게 존경심을 표했지만, 하딩은 정부 조치에 의존하는 많은 농업 프로그램에 불편함을 느꼈고, 1922년에 케니언을 연방 판사로 임명하여 농업 그룹을 약화시키려 했다.

### 고속도로 및 라디오

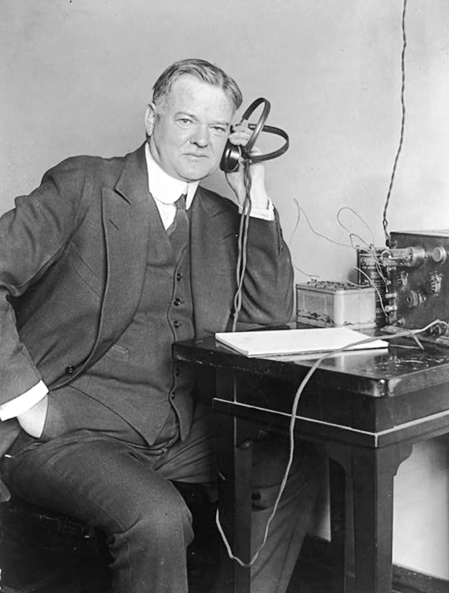
라디오를 듣고 있는 허버트 후버 상무장관

1920년대에는 전기 사용이 점점 보편화되었고, 자동차의 대량 생산은 고속도로 건설, 고무, 철강, 건설과 같은 산업을 활성화시켰다. 의회는 1916년에 주 도로 건설 프로그램을 지원하기 위해 1916년 연방 원조 도로법을 통과시켰으며, 하딩은 도로 건설 및 유지 보수에서 연방의 역할을 더욱 확대하는 것을 선호했다. 그는 1921년 연방 원조 고속도로법에 서명했으며, 이 법은 주들이 연방 자금을 받을 주간 및 군간 도로를 선택할 수 있도록 허용했다. 1921년부터 1923년까지 연방 정부는 미국의 고속도로 시스템에 1억 6,200만 달러를 지출하여 미국 경제에 막대한 자본을 투입했다.
하딩과 후버 상무장관은 새로 떠오르는 라디오 매체를 받아들였다. 1922년 6월, 하딩은 프랜시스 스콧 키를 기리는 연설을 하면서 미국 대중이 라디오에서 들은 첫 번째 대통령이 되었다. 후버 상무장관은 행정부의 라디오 정책을 담당했다. 그는 1922년 라디오 방송사 회의를 소집했으며, 이는 상무부를 통한 라디오 주파수 허가에 대한 자발적 합의로 이어졌다. 하딩과 후버 모두 합의 이상의 것이 필요하다고 믿었지만, 의회는 1927년까지 라디오 규제를 시행하지 않아 조치가 늦어졌다. 후버는 항공에 대한 유사한 회의를 개최했지만, 라디오의 경우와 마찬가지로 항공 여행 규제를 제공했을 법안 통과를 얻지 못했다.

### 노동 문제
노동조합 회원 수는 제1차 세계 대전 동안 증가했으며, 1920년까지 노동조합원들은 노동력의 약 5분의 1을 구성했다. 많은 고용주들은 전쟁 후 임금을 삭감했고, 일부 기업 지도자들은 노동자들에 대한 통제력을 재확립하기 위해 조직 노동의 힘을 파괴하기를 바랐다. 이러한 정책들은 1920년대 초에 노동 긴장을 증가시켰다. 임금 하락과 실업 증가에 대한 시정을 요구하는 대규모 파업이 1922년에 발생했다. 4월에는 존 L. 루이스가 이끄는 50만 명의 탄광 노동자들이 임금 삭감에 반대하여 파업했다. 광산 경영자들은 산업이 어려운 시기를 겪고 있다고 주장했고, 루이스는 그들이 노동조합을 파괴하려고 한다고 비난했다. 하딩은 노동자들에게 의회 위원회가 그들의 불만을 조사하는 동안 작업에 복귀하도록 설득했다. 그는 또한 평화를 유지하기 위해 주 방위군과 2,200명의 부미국 보안관을 파견했다. 1922년 7월 1일, 40만 명의 철도 노동자들이 파업에 돌입했다. 하딩은 일부 양보를 포함한 합의를 제안했지만, 경영진이 반대했다. 더거티 법무장관은 제임스 H. 윌커슨 판사에게 파업을 해산하기 위한 전면적인 금지 명령을 내리도록 설득했다. 윌커슨 금지 명령에 대한 대중의 지지가 있었음에도 불구하고, 하딩은 그것이 너무 지나치다고 생각했고, 더거티와 윌커슨에게 그것을 수정하도록 했다. 금지 명령은 파업을 성공적으로 끝냈지만, 철도 노동자와 경영진 사이의 긴장은 수년 동안 높게 유지되었다.
1922년까지 8시간 근무는 미국 산업에서 흔한 일이 되었다. 한 가지 예외는 제철소였는데, 노동자들은 하루 12시간, 주 7일 일했다. 후버는 이러한 관행을 야만적이라고 여겼고, 하딩에게 이를 끝내기 위해 철강 제조업체 회의를 소집하도록 설득했다. 회의는 US 스틸 회장 엘버트 개리의 리더십 아래 위원회를 설립했고, 이 위원회는 1923년 초에 이 관행을 끝내지 말 것을 권고했다. 하딩은 이 결과에 대해 개리에게 불만을 표명하는 편지를 보냈고, 이 편지는 언론에 보도되었으며, 대중의 항의로 인해 제조업체들은 입장을 바꿔 8시간 근무를 표준화했다.

### 아프리카계 미국인

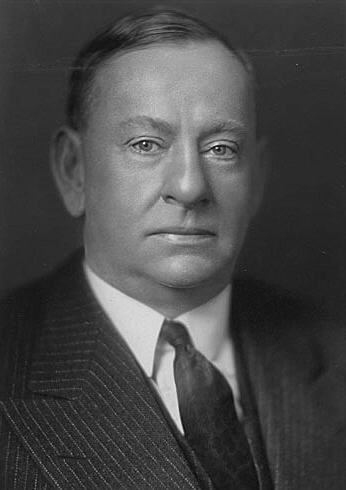
하딩은 공화당 하원의원 레오니다스 C. 다이어가 제안한 린치 반대 법안을 지지했지만, 상원에서 좌초되었다.

하딩은 1920년 공화당 후보 수락 연설에서 평등권을 언급했다:
| “ | 어떤 다수도 소수의 권리를 침해해서는 안 됩니다. (...) 저는 미국의 흑인 시민들이 모든 권리를 보장받아야 한다고 믿습니다. 그들은 완전한 시민권을 얻을 자격이 있으며, 공화국의 전장에서 피 흘려 희생한 덕분에 미국의 공정성과 정의 정신이 요구하는 모든 자유와 기회, 모든 동정과 지원을 누릴 자격이 있다고 생각합니다.” | ” |

1921년 6월, 대규모 털사 인종 학살 3일 후, 하딩 대통령은 펜실베이니아주 흑인 대학인 링컨 대학교에서 연설했다. 하딩은 "선동가들에도 불구하고, 미국인으로서 우리의 하나됨이라는 생각은 단순한 계급과 집단에 대한 모든 호소보다 우위에 섰습니다"라고 선언했다. "그리고 우리 민족 문제에 있어서도 그러기를 바랍니다." 그는 대전에서 싸운 367,000명 이상의 흑인 병사들 중 링컨 졸업생들을 기렸다. 한 링컨 졸업생은 "블랙 데빌스"라고 불리는 미 육군 370연대를 이끌었다. F.A. 데니슨 대령은 프랑스에서 연대를 지휘한 유일한 흑인 지휘관이었다. 대통령은 인종 불평등 문제를 해결하는 데 교육이 중요하다고 말했지만, 학생들에게 자유를 증진하기 위한 공동의 책임을 짊어지라고 도전했다. 정부 혼자서는 반세기 만에 마법처럼 "인종을 속박에서 시민권으로 이끌어낼 수 없다"고 그는 말했다. 그는 털사에 대해 이야기하며 간단한 기도를 올렸다: "하나님께서 이 나라의 신중함, 공정함, 정의로움 속에서 다시는 그런 광경을 보지 않게 해주시기를 바랍니다."
특히 1920년대의 극심한 인종 차별 시대에 하딩은 어떠한 인종적 적대감도 품지 않았다고 역사가 칼 S. 앤서니는 말한다. 1921년 10월 26일, 분리된 버밍햄, 앨라배마주에서 행한 연설에서 하딩은 아프리카계 미국인들을 위한 시민권을 옹호했으며, 20세기 동안 흑인의 정치적, 교육적, 경제적 평등을 공개적으로 옹호한 최초의 대통령이 되었다. 버밍햄 연설에서 하딩은 아프리카계 미국인들에게 동등한 교육 기회와 남부에서의 더 큰 투표권을 요구했다. 청중의 백인 부분은 침묵 속에 경청했고, 분리된 청중의 흑인 부분은 환호했다. 그러나 하딩은 인종 혼합이나 인종 간 결혼과 같은 흑인 사회 평등을 지지하지 않는다고 공개적으로 밝혔다. 하딩은 또한 흑인 대이동에 대해 언급하며, 북부와 서부로 일자리를 찾아 이주하는 흑인들이 흑인과 백인 사이의 인종 관계를 실제로 해쳤다고 말했다.
이전 세 명의 대통령은 이전에 흑인들이 가졌던 여러 정부 직위에서 흑인들을 제외시켰고, 하딩은 이 정책을 뒤집었다. 흑인들은 노동부와 내무부의 고위직에 임명되었고, 다른 기관과 부서에서도 수많은 흑인들이 고용되었다. 유진 P. 트라니와 다니엘 L. 윌슨은 하딩이 흑인들을 윌슨 시대 이전에 전통적으로 가졌던 직위에 임명하는 것을 강조하지 않았다고 썼는데, 부분적으로는 백인 남부인들의 지지를 얻으려는 욕구 때문이었다. 하딩은 또한 연방 사무실에서 인종 차별을 폐지하지 않고, 쿠 클럭스 클랜에 대해 공개적으로 언급하지 않아 흑인 지지자들을 실망시켰다.
하딩은 레오니다스 다이어 하원의원의 연방 반린치 법안인 다이어 반린치 법안을 지지했으며, 이 법안은 1922년 1월 하원을 통과했다. 1922년 11월 상원에 도착했을 때, 남부 민주당원들의 의사 방해로 인해 좌초되었고, 로지 상원의원은 하딩이 선호하는 선박 보조금 법안을 논의할 수 있도록 이를 철회했다. 많은 흑인들은 다이어 법안의 패배를 하딩의 탓으로 돌렸다. 하딩의 전기 작가 로버트 K. 머리는 하딩이 선박 보조금 법안을 심의하려는 열망으로 인해 법안이 종결되었다고 지적했다.

### 셰퍼드-타우너 모성보호법
1921년 11월 21일, 하딩은 미국 최초의 주요 연방 정부 사회 복지 프로그램인 셰퍼드-타우너 모성보호법에 서명했다. 이 법은 미국 최초의 미국 아동국 국장인 줄리아 라스롭이 발의했다. 셰퍼드-타우너 모성보호법은 거의 3,000개의 아동 및 건강 센터에 자금을 지원했으며, 이곳에서 의사들은 건강한 임산부들을 치료하고 건강한 어린이들에게 예방적 진료를 제공했다. 아동 복지사들은 부모들이 자녀를 잘 돌보고 있는지 확인하기 위해 파견되었다. 많은 여성들이 복지 및 사회 복지사로서의 직업 기회를 얻었다. 이 법은 불과 8년 동안만 효력을 유지했지만, 1930년대 뉴딜 사회 프로그램의 흐름을 설정했다.

### 규제 완화
하딩이 경제에서 정부의 역할을 제한해야 한다는 믿음의 일환으로, 그는 진보 시대에 창설되거나 강화된 규제 기관의 권한을 약화시키려 했다. 하딩이 취임했을 때 존재했던 기관들 중에는 연방준비제도(은행 규제 담당), 주간통상위원회(철도 규제 담당), 연방거래위원회(다른 사업 활동, 특히 신탁 규제 담당)가 있었다. 하딩은 기업의 이익에 동정적이고 규제에 반대하는 인사들로 기관을 구성했다. 그의 임기 말에는 연방거래위원회만이 보수적인 지배에 저항했다. 철도노동위원회와 같은 다른 연방 조직들도 기업 이익의 영향을 받았다. 1921년, 하딩은 윌리스 그레이엄 법에 서명했는데, 이 법은 킹스베리 공약을 효과적으로 폐지하고 AT&T가 전화 산업에서 독점을 확립할 수 있도록 했다.

### 정치범 석방

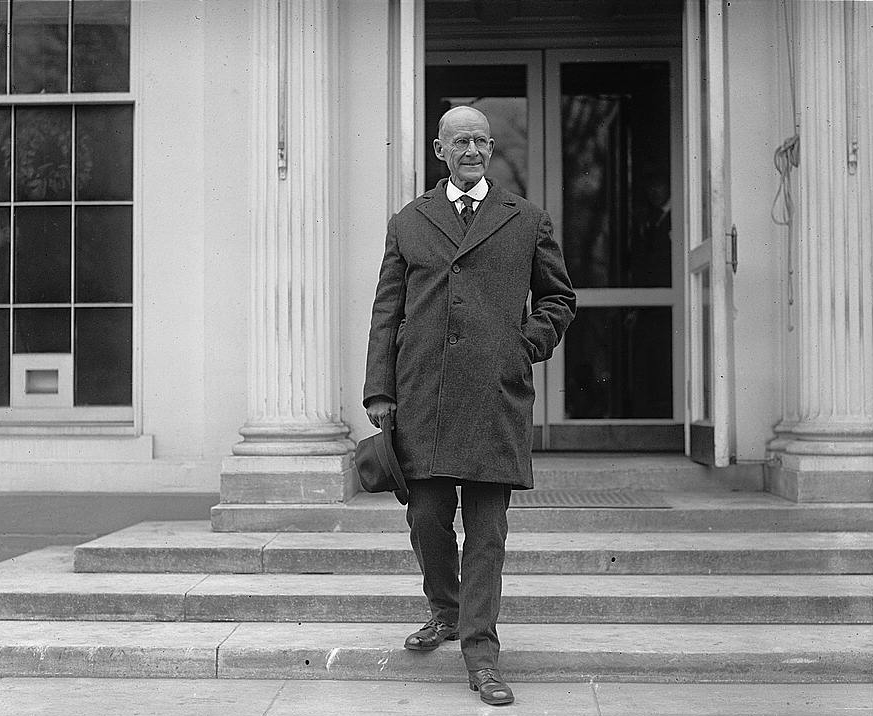
하딩 대통령에 의해 석방된 후 백악관을 방문한 유진 데브스

1921년 12월 23일, 하딩은 사회주의 지도자 유진 데브스를 석방했다. 데브스는 제1차 세계 대전 중 징집 반대로 인해 윌슨 행정부가 제기한 선동 혐의로 유죄 판결을 받았다. 두 후보 사이의 많은 정치적 차이에도 불구하고, 하딩은 데브스의 형량을 복역 기간으로 감형했지만, 공식적인 사면은 하지 않았다. 데브스의 건강 악화가 석방의 한 가지 요인이었다. 하딩은 제1차 적색공포 동안 활동했던 23명의 수감자, 즉 무정부주의자와 사회주의자들에게 일반 사면을 허용했다.

### 1922년 중간선거
1922년 중간 의회 선거 운동에 들어가면서 하딩과 공화당은 그들의 많은 선거 공약을 이행했다. 그러나 부유층에 대한 세금 감면과 같은 일부 이행된 공약들은 유권자들에게 호소하지 못했다. 실업률이 11퍼센트에 달하는 등 경제는 정상으로 돌아오지 않았고, 조직 노동계는 파업 결과에 분노했다. 1922년 선거에서 공화당은 하원과 상원 모두에서 큰 손실을 입었다. 양원 통제권을 유지했지만, 1923년 제68회 미국 의회 시작 시점에는 하원에서 간신히 과반수를 유지했다. 이 선거로 로버트 라폴레트가 이끄는 당의 진보적인 날개가 힘을 얻었고, 그들은 하딩 행정부에 대한 조사를 시작했다.

## 외교

### 유럽 관계

하딩이 취임할 무렵, 제1차 세계 대전의 여파로 여러 새로운 유럽 국가들이 수립되었다.

하딩은 제1차 세계 대전이 끝난 지 2년도 채 되지 않아 취임했으며, 그의 행정부는 이 분쟁의 여파로 여러 문제에 직면했다. 하딩은 휴스를 국무장관으로 임명할 때 국제 문제를 윌슨이 긴밀하게 관리했던 것과 달리 전직 판사가 외교 정책을 담당할 것이라는 점을 분명히 했다. 하딩과 휴스는 자주 소통했으며, 대통령은 외교 문제의 상황에 대해 잘 알고 있었지만, 휴스의 결정을 거의 뒤집지 않았다. 휴스는 몇 가지 광범위한 틀 안에서 일해야 했다. 취임 후, 하딩은 국제연맹에 대한 입장을 굳혔고, 미국은 축소된 형태의 국제연맹에도 가입하지 않기로 결정했다.
베르사유 조약이 상원에서 비준되지 않아 미국은 독일, 오스트리아, 헝가리와 기술적으로 전쟁 상태에 있었다. 평화 조약은 녹스-포터 결의로 시작되었는데, 이는 미국이 평화 상태에 있음을 선언하고 베르사유 조약에 의해 부여된 모든 권리를 유보하는 것이었다. 베르사유 조약의 국제 연맹 조항을 제외한 많은 조항을 포함하는 독일과의 조약, 오스트리아와의 조약, 헝가리와의 조약은 1921년에 비준되었다. 이는 여전히 미국과 국제 연맹 간의 관계 문제를 남겼다. 휴스의 국무부는 처음에는 국제 연맹의 통신을 무시하거나, 회원국들과의 직접적인 통신을 통해 이를 우회하려고 했다. 그러나 1922년까지 미국은 제네바 주재 영사를 통해 국제 연맹과 거래하고 있었다. 미국은 정치적 의미를 갖는 국제 연맹 회의에는 참여하기를 거부했지만, 기술 및 인도주의 문제에 대한 회의에는 참관인들을 파견했다. 하딩은 제안된 상설국제법원 (일명 "세계 법원")에 미국의 참여를 지지하는 메시지를 상원에 보냈을 때 수도를 놀라게 했다. 그의 제안은 대부분의 상원의원들에게 호의적으로 받아들여지지 않았고, 세계 법원에 미국의 회원 가입을 지지하는 결의안은 작성되어 외교 위원회에 곧바로 묻혔다.
하딩이 취임할 무렵, 외국 정부들은 미국에 빚진 막대한 전시 부채를 탕감해 달라고 요구했고, 독일 정부는 지불해야 하는 배상금을 줄이려 했다. 미국은 어떠한 다자간 합의도 고려하지 않았다. 하딩은 멜런이 제안한 계획을 통과시키려 했지만, 1922년 의회는 더 제한적인 법안을 통과시켰다. 휴스는 영국이 62년간 낮은 이자로 전시 부채를 상환하는 협정을 협상했는데, 이는 실질적으로 채무의 현재가치를 낮추는 것이었다. 1923년 의회에서 승인된 이 협정은 다른 국가들과의 협상 패턴을 정립했다. 독일과의 배상금 감축 협상은 1924년 도스 플랜으로 이어졌다.
제1차 세계 대전 동안, 미국은 러시아 혁명 이후 러시아에 군대를 파견한 국가 중 하나였다. 그 후, 윌슨 대통령은 10월 혁명 이후 공산주의 정부가 이끄는 러시아에 외교적 승인을 제공하는 것을 거부했다. 러시아 문제에 대한 상당한 경험이 있던 상무장관 후버는 러시아 정책을 주도했다. 그는 미국 기업들이 소련 시장에서 배제될 것을 우려하여 러시아에 대한 지원과 무역을 지지했다. 1921년 러시아에 기근이 닥치자, 후버는 자신이 이끌었던 미국 구호 행정국을 통해 러시아와 협상하여 원조를 제공했다. 역사가 조지 헤링에 따르면, 미국의 구호 노력은 최대 천만 명의 사람들이 굶주림에서 벗어나는 데 기여했을 수도 있다. 아르만드 해머와 같은 미국 사업가들은 러시아 경제에 투자했지만, 러시아의 다양한 무역 및 상업 제한으로 인해 이러한 투자 중 상당수는 실패했다. 러시아와 (1922년 소련 설립 후) 소련 지도자들은 이러한 경제 및 인도주의적 연결이 그들의 정부 승인으로 이어지기를 바랐지만, 미국 내 공산주의의 극심한 비인기는 이러한 가능성을 배제했다.

### 군비 축소

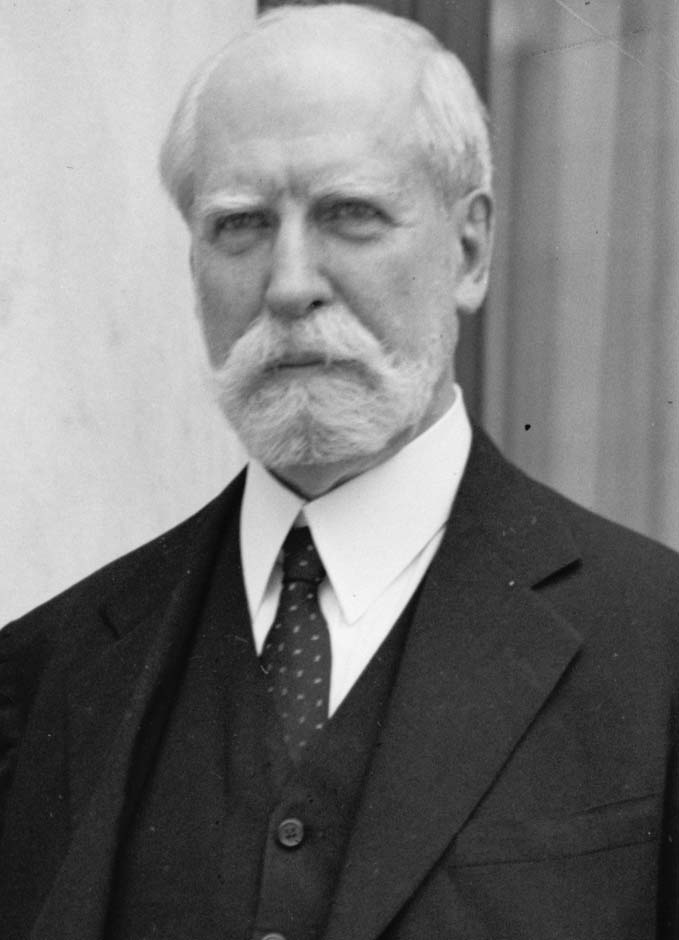
전 대법관이자 하딩의 국무장관인 찰스 에번스 휴스

제1차 세계 대전이 끝날 무렵, 미국은 세계에서 가장 큰 해군과 가장 큰 육군 중 하나를 보유하고 있었다. 미국 자체에 대한 심각한 위협이 없었기 때문에, 하딩과 그의 후임자들은 해군과 육군의 군비 축소를 주재했다. 육군은 14만 명으로 축소되었고, 해군 감축은 영국과의 균등 정책에 기반을 두었다. 군비 경쟁을 막기 위해 윌리엄 보라 상원의원은 미국 해군, 영국 해군, 일본 해군의 50% 감축을 요구하는 의회 결의안을 통과시켰다. 의회의 지지를 받아 하딩과 휴스는 워싱턴에서 해군 군축 회의를 개최하기 위한 준비를 시작했다. 워싱턴 회담은 1921년 11월에 미국, 일본, 영국, 프랑스, 이탈리아, 중국, 벨기에, 네덜란드, 포르투갈 대표들이 참석한 가운데 소집되었다. 찰스 에번스 휴스 국무장관은 회의에서 주요 역할을 맡아 중대한 제안을 했다. 즉, 영국이 19척, 일본이 17척의 함선을 해체하면 미국은 30척의 군함을 줄이겠다는 것이었다. 회의를 취재하던 한 기자는 "휴스는 35분 만에 전 세계 해군 제독들이 수백 년 동안 침몰시킨 것보다 더 많은 함선을 침몰시켰다"고 썼다.
이 회의는 참가국들 간에 6개의 조약과 12개의 결의안을 도출했는데, 이는 해군 함선의 톤수 제한부터 관세에 이르기까지 다양했다. 미국, 영국, 일본, 프랑스는 4개국 조약을 체결하여 각국이 태평양에서 서로의 영토 보전을 존중하기로 합의했다. 이 네 강대국과 이탈리아는 또한 각국이 존중하기로 합의한 전함 톤수 비율을 정한 워싱턴 해군 군축 조약을 체결했다. 9국 공약에서 각 서명국은 중국의 문호개방정책을 존중하기로 합의했으며, 일본은 산둥성을 중국에 반환하기로 합의했다. 그러나 이 조약들은 1930년대 중반까지만 효력을 유지했으며, 궁극적으로 실패했다. 일본은 결국 만주를 침공했고 군비 제한은 더 이상 효력이 없었다. "괴물 전함" 건조가 재개되었고 미국과 영국은 국제 질서를 방어하고 일본의 재무장을 막기 위해 신속하게 재무장할 수 없었다.

### 라틴 아메리카
라틴 아메리카 개입은 사소한 선거 쟁점이었다. 하딩은 윌슨이 도미니카 공화국에 미군을 파견한 결정에 반대했고, 민주당 부통령 후보 프랭클린 D. 루스벨트가 미국의 아이티 점령에 관여한 것을 비난했다. 휴스 국무장관은 먼로주의를 개입 정당화에 사용하는 미국에 대해 경계심을 품고 있던 라틴 아메리카 국가들과의 관계 개선을 위해 노력했다. 하딩이 취임할 당시, 미국은 쿠바와 니카라과에도 군대를 주둔시키고 있었다. 미국 이익을 보호하기 위해 쿠바에 주둔했던 군대는 1921년에 철수했지만, 미국군은 하딩의 대통령 재임 기간 내내 다른 세 국가에 남아 있었다. 1921년 4월, 하딩은 콜롬비아와의 톰슨-우루티아 조약을 비준하여, 1903년 미국이 유발한 파나마 혁명에 대한 정착금으로 콜롬비아에 2,500만 달러를 지급했다. 미국이 개입주의를 포기하는 것을 거부했음에도 불구하고 라틴 아메리카 국가들은 완전히 만족하지 않았지만, 휴스는 파나마 운하 인근 국가들로 개입을 제한하고 미국의 목표를 명확히 하겠다고 약속했다.
미국은 윌슨 대통령 아래에서 멕시코에 반복적으로 개입했으며, 외교 관계를 단절하고 재개를 위한 조건을 설정했다. 알바로 오브레곤 대통령이 이끄는 멕시코 정부는 협상 전에 승인을 원했지만, 윌슨과 그의 마지막 국무장관인 베인브리지 콜비는 거부했다. 휴스와 폴 내무장관 모두 승인에 반대했다. 휴스는 1921년 5월 멕시코에 조약 초안을 보냈는데, 이 초안에는 1910년 멕시코 혁명 이후 멕시코에서 발생한 미국인 손실에 대해 보상하겠다는 약속이 포함되어 있었다. 오브레곤은 승인 전에 조약에 서명할 의사가 없었고, 그는 미국 기업과 멕시코 간의 관계를 개선하기 위해 노력했으며, 채권자들과 합의에 도달하고 미국에서 홍보 캠페인을 벌였다. 이는 효과를 보였고, 1922년 중반까지 폴의 영향력은 이전보다 줄어들어 승인에 대한 저항이 약화되었다. 두 대통령은 협상을 위한 위원들을 임명했고, 미국은 하딩 사망 후 한 달도 채 되지 않은 1923년 8월 31일, 멕시코가 제시한 조건과 거의 동일한 조건으로 오브레곤 정부를 승인했다.

## 행정부 스캔들
하딩은 1920년 선거 후 행정부를 구성할 때, 오랜 동맹들과 선거 운동에 기여한 인사들을 정부의 막대한 자금과 자원을 통제하는 중요한 정치적 직책에 임명했다. 일부 임명자들은 새로운 권한을 이용하여 개인적인 이득을 취했다. 하딩이 이러한 임명을 책임졌지만, 하딩 자신이 친구들의 불법 활동에 대해 얼마나 알고 있었는지는 불분명하다. 현재까지 하딩이 직접적으로 이러한 범죄로 이득을 얻었다는 증거는 없지만, 그는 분명히 이를 막을 수 없었다. 하딩은 재임 말기에 기자 윌리엄 앨런 화이트에게 "나는 적들과는 문제가 없지만, 빌어먹을 친구들이 밤새도록 나를 잠 못 들게 한다!"라고 말했다. 하딩의 생전에 공개적으로 드러난 유일한 스캔들은 재향군인국에서였다. 그러나 찰스 크레이머와 제스 스미스의 자살 이후 다양한 스캔들에 대한 소문이 만연했다. 하딩은 이 모든 것에 대해 슬픔, 분노, 당혹감을 섞어가며 적극적으로 대응했다.

### 티팟 돔

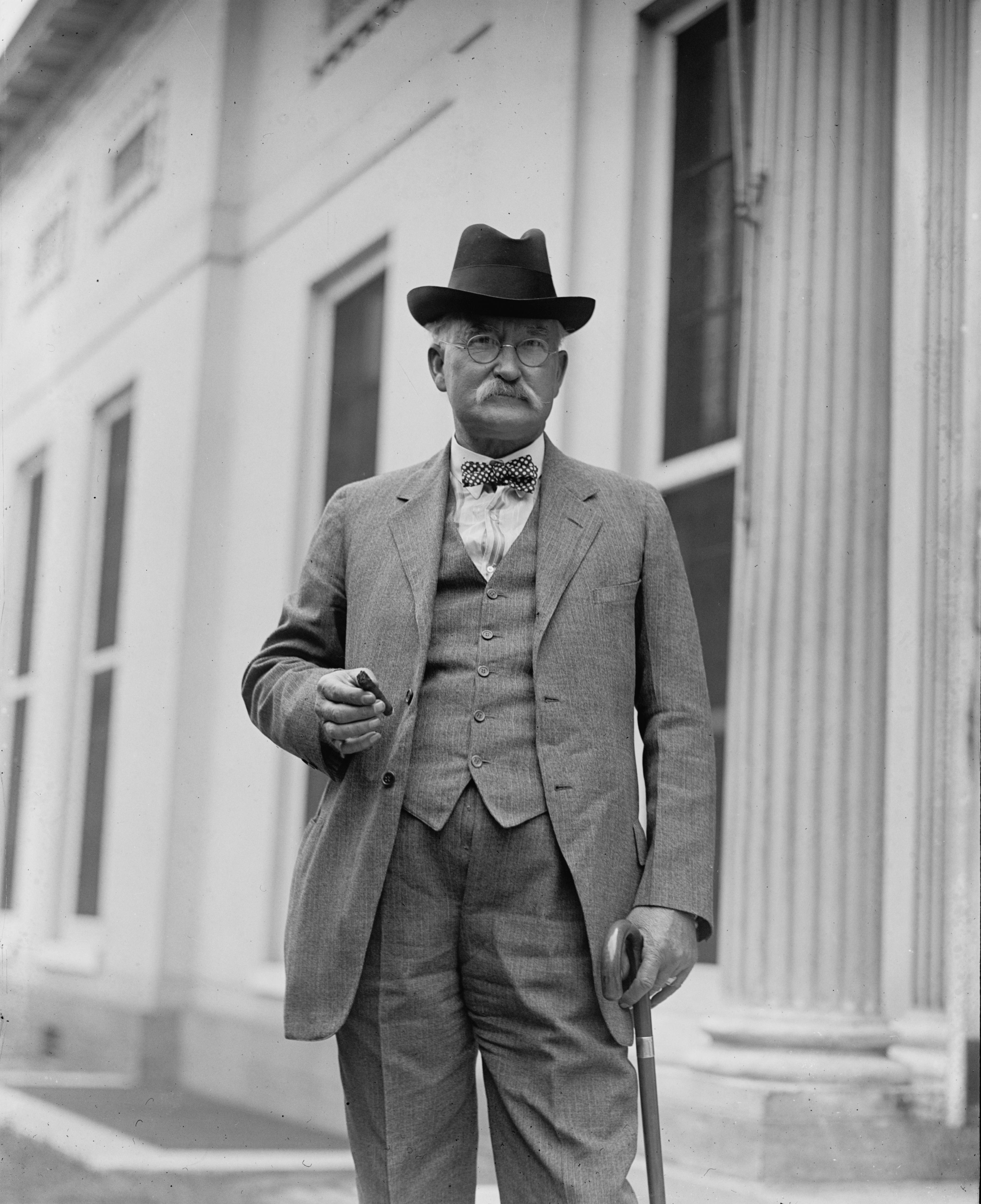
하딩의 초대 내무장관이자 감옥에 수감된 최초의 전직 내각 구성원인 앨버트 B. 폴

가장 악명 높은 스캔들은 티팟 돔으로, 대부분 하딩 사후에 밝혀졌다. 이 사건은 와이오밍 주에 있는 티팟 모양의 바위 지형으로 덮인 유전과 관련이 있었다. 수년 동안 국가는 특히 해군 사용을 위한 석유 비축량을 확보하기 위한 조치를 취해왔다. 1923년 2월 23일, 하딩은 행정 명령 #3797을 발행하여 알래스카 해군 석유 비축구역 4호를 만들었다. 1920년대에 석유가 국가 경제와 안보에 중요하다는 것이 명확해졌고, 이 비축 시스템은 석유를 사적인 소유가 아닌 정부 관할 하에 두기 위해 고안되었다. 이 비축량 관리는 해군 장관과 내무부 사이의 영역 싸움에서 시작하여 다차원적인 논쟁의 대상이 되었다. 전략 비축량 문제는 또한 환경 보호론자와 석유 산업, 그리고 공공 소유와 민간 통제를 선호하는 사람들 사이의 논쟁 주제였다. 앨버트 폴 내무장관은 뉴멕시코에 있는 자신의 개인 재산을 확장하려는 강박 때문에 상당한 정치적, 법적 경험 외에도 막대한 소비자 부채를 안고 있었다. 그는 또한 비축량의 민간 소유 및 관리를 열렬히 지지했다.
폴은 판 아메리칸 코퍼레이션의 에드워드 도히니와 계약을 맺고 시추권을 대가로 저장 탱크를 건설하게 했다. 나중에 도히니가 폴에게 상당한 개인 대출을 해주었다는 사실이 밝혀졌다. 또한 장관은 콘솔리데이티드 오일 코퍼레이션의 해리 포드 싱클레어와 티팟 돔 유전 임대 계약을 협상하여 정부에 보장된 석유 비축량을 대가로 받았다. 다시 말하지만, 나중에 싱클레어가 폴에게 40만 달러가 넘는 현금을 개인적으로 지불했다는 사실이 드러났다. 이러한 활동은 기포드 핀초와 로버트 라폴레트를 대리하는 진보주의자이자 환경 보호론자 변호사 해리 A. 슬래터리의 감독 하에 이루어졌다. 폴은 결국 1931년 뇌물 수수와 공공 유전을 사업 동료에게 임대하는 대가로 불법 무이자 개인 대출을 받은 혐의로 유죄 판결을 받았다. 1931년, 폴은 재임 중 저지른 범죄로 투옥된 역사상 첫 내각 구성원이 되었다. 역설적이게도, 폴은 뇌물을 받은 혐의로 유죄 판결을 받았지만, 도히니는 뇌물을 준 혐의에 대해 무죄 판결을 받았다.

### 법무부

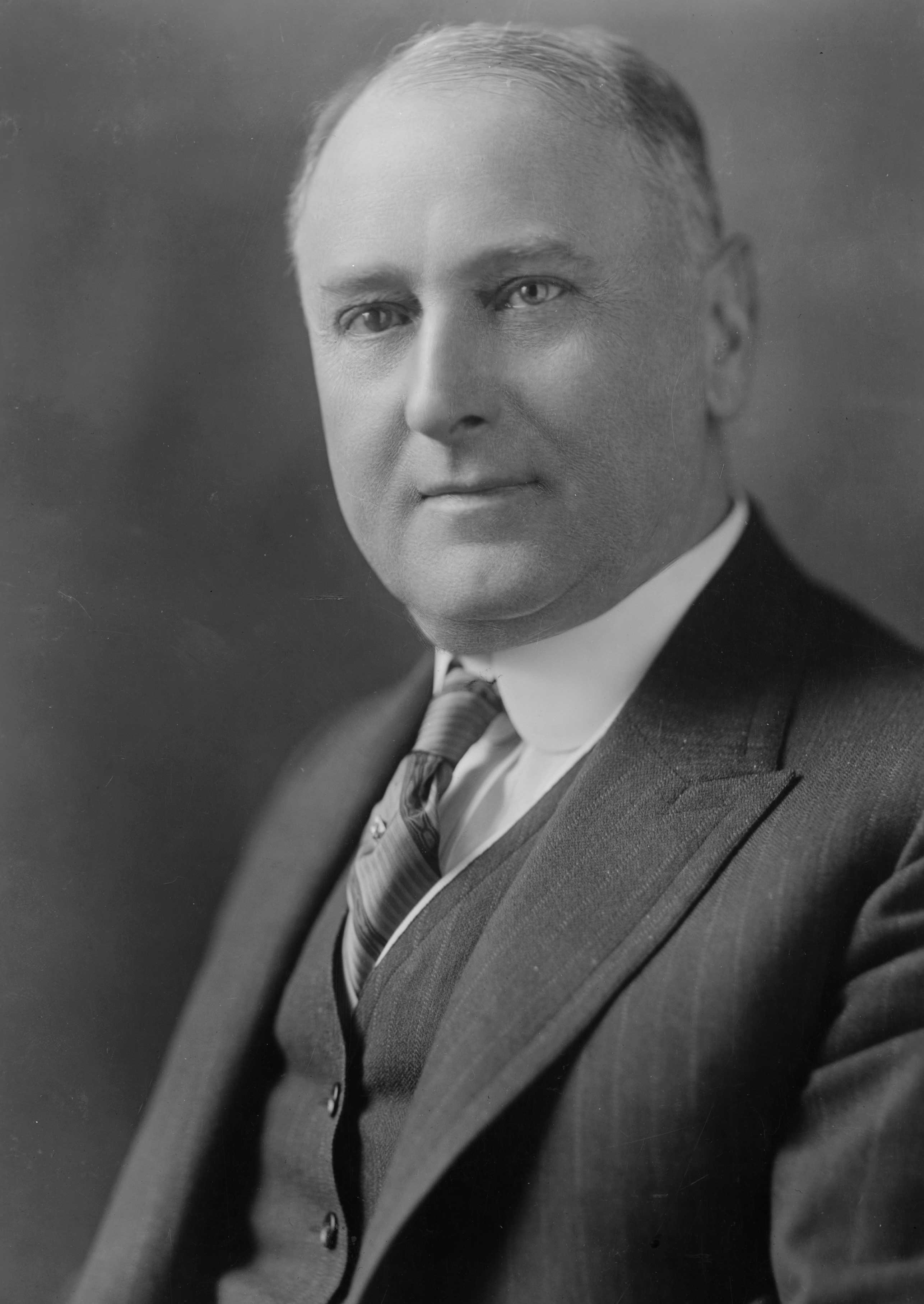
해리 M. 더거티, 미국의 법무부 장관. 1920년 촬영.

하딩이 해리 M. 더거티를 법무장관으로 임명한 것은 다른 어떤 것보다 더 많은 비판을 받았다. 하딩의 선거 운동 본부장이었던 더거티의 오하이오 로비 활동과 정치인들과의 비공식적인 조작은 최고의 자격으로 간주되지 않았다. 기자 M. R. 워너는 하딩과 더거티 하의 법무부를 "구역 정치인의 소굴이자 백악관의 나이트클럽"이라고 언급했다. 1922년 9월 16일, 미네소타주 하원의원 오스카 E. 켈러는 더거티에 대한 탄핵 혐의를 제기했다. 12월 4일, 앤드루 J. 볼스테드 하원의원이 주도하는 더거티에 대한 공식 조사 청문회가 시작되었다. 그러나 더거티가 신탁 및 전쟁 사기 사건에서 이익을 보호했다는 켈러의 혐의가 실질적으로 입증되지 못했기 때문에 탄핵 절차는 중단되었다.
1924년 상원 법무부 조사에 따르면 더거티는 그의 보좌관인 제스 스미스와 하워드 매닝턴 사이에 뇌물 시스템을 승인했다. 매닝턴과 스미스는 임명, 교도소 사면, 기소 면제를 확보하기 위해 뇌물을 받았다고 알려졌다. 이러한 매수 가능한 사면의 대부분은 주류 밀수업자들에게 향했다. 신시내티 주류 밀수업자 조지 L. 레머스는 자신을 기소하지 않는 대가로 제스 스미스에게 25만 달러를 지불했다고 알려졌다. 그러나 레머스는 기소되어 유죄 판결을 받고 애틀랜타 교도소에 수감되었다. 스미스는 사면 비용을 지불하기 위해 레머스로부터 더 많은 뇌물을 갈취하려 했다. 법무부에서 만연했던 질문은 "그는 어떻게 고정되었는가?"였다. 더거티와 관련된 또 다른 스캔들은 라이트-마틴 항공사와 관련이 있었는데, 이 회사가 전시 계약에서 연방 정부에 230만 달러를 과다 청구했다고 알려졌다. 헤이즐 스카이프 대위는 이 회사를 재판에 회부하려 했지만, 법무부에 의해 저지되었다. 당시 더거티는 이 회사에 주식을 소유하고 있었고 심지어 이 주식을 늘리고 있었다고 알려졌지만, 그는 이 문제로 기소된 적은 없다.
더거티는 윌리엄 J. 번스를 고용하여 법무부 수사국을 운영하게 했다. 여러 호기심 많은 의원이나 상원의원들은 자신들이 도청, 서류 검색, 서신 복사의 대상이 되었음을 발견했다. 번스의 주요 요원은 사기꾼으로 알려진 개스턴 B. 민스로, 법무부에서 기소 조작, 뇌물 판매, 파일 조작 등으로 알려져 있었다. 민스는 독립적으로 행동했으며, 번스 몰래 제스 스미스에게 직접 지시와 대가를 받아 의원들을 감시했다. 민스는 라우라 제이콥슨이라는 여성을 고용하여 하딩 행정부의 비판자였던 새디어스 캐러웨이 상원의원을 감시하게 했다. 민스는 또한 주류 밀수업자들을 "묶는" 일에도 연루되어 있었다.
더거티는 캘빈 쿨리지 행정부 초기에 자리를 지키다가 1924년 3월 28일 주류 밀매업자로부터 뇌물을 받았다는 의혹 속에서 사임했다. 더거티는 이후 두 번의 부패 혐의로 재판을 받았으나 두 번 모두 무죄 판결을 받았다. 양쪽 배심원단 모두 평결 불일치를 보였으며, 한 사례에서는 65시간의 심의 끝에 그러했다. 더거티의 유명한 변호사인 맥스 슈어는 더거티에 대한 모든 부패 혐의를 당시 자살한 제스 스미스의 탓으로 돌렸다.
같은 해, 더거티와 하딩 행정부에서 일했던 다른 인사들은 외국인 재산 관리국의 토마스 W. 밀러에 의해 자신이 더거티의 동생 맬리 "맬" S.가 총재로 있던 미들랜드 내셔널 은행에 자금을 예치하도록 압력을 가한 혐의를 받았다. 이 혐의는 더거티가 티팟 돔 스캔들 가해자를 기소하지 않으려 했기 때문이었다. 1927년 1월 17일, 맥그레인 대 더거티 판결에서 미국 연방 대법원은 맬리 더거티에 대한 모욕죄 유죄 판결을 확정했는데, 이는 1924년에 발행된 모욕죄 소환장과 관련된 것이었다. 이는 그가 티팟 돔 스캔들 가해자들을 기소하지 않은 그의 형의 실패를 조사하는 미국 상원 위원회에 협조를 거부했기 때문이었다. 그러나 맬에 대한 모욕죄 유죄 판결을 유지하기로 한 대법원의 결정은 더거티에 대한 미들랜드 은행 사건이 역사 속으로 사라지는 결과를 낳았다.

### 제스 W. 스미스

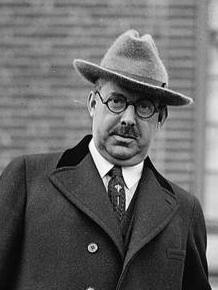
제스 스미스

더거티의 개인 비서인 제스 W. 스미스는 정부 파일 조작, 가석방 및 사면, 영향력 행사, 심지어 돈 가방 운반책으로서의 핵심 인물이었다. 금주법 시대에 약국은 의료 목적으로 술을 판매할 수 있는 허가를 받았다. 의회 증언에 따르면, 더거티는 제스 스미스와 하워드 매닝턴이 이러한 허가를 실제로 주류 밀매업자를 대리하는 제약 회사 직원들에게 판매하도록 주선했다. 주류 밀매업자들은 허가를 받아 위스키를 살 수 있었다. 스미스와 매닝턴은 허가 판매 수익을 나누었다. 약 5만~6만 케이스의 위스키가 주류 밀매업자들에게 판매되었으며, 순 가치는 75만 달러에서 90만 달러에 달했다. 스미스는 백악관과 K 스트리트에 있는 오하이오 갱 집에 밀주 위스키를 공급했으며, 포커 게임을 위해 위스키를 서류 가방에 숨겼다.
결국 스미스의 남용에 대한 소문, 즉 정부 차량의 무단 사용, 밤샘 파티, 법무부 파일 조작 등이 하딩에게까지 전해졌다. 하딩은 스미스의 백악관 출입 허가를 취소했고, 더거티는 그에게 워싱턴을 떠나라고 말했다. 1923년 5월 30일, 스미스의 시신은 더거티의 아파트에서 머리에 총상을 입은 채 발견되었다. 윌리엄 J. 번스는 즉시 스미스의 시신을 치웠고, 검시는 없었다. 역사가 프랜시스 러셀은 이를 자살로 결론 내리면서, 더거티의 보좌관이 소리에 잠에서 깨어난 지 몇 분 만에 스미스의 방에 들어갔고, 스미스가 쓰레기통에 머리를 박고 손에 리볼버를 든 채 바닥에 쓰러져 있는 것을 발견했다고 밝혔다. 스미스는 더거티가 낮잠에서 깨운 것에 대해 그를 구두로 학대한 직후 사망하기 직전에 철물점에서 총을 구입했다고 알려졌다.

### 재향군인국

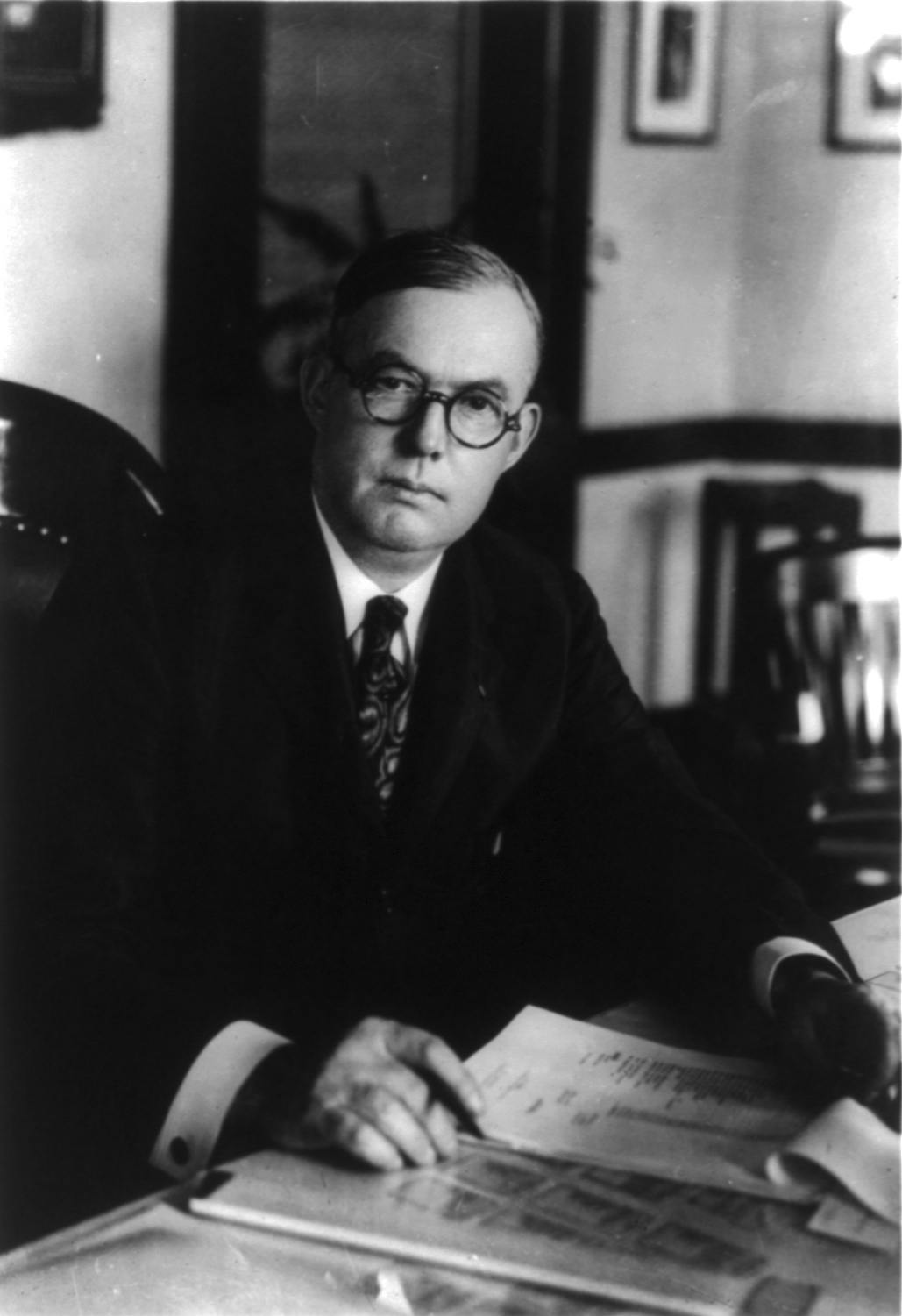
찰스 R. 포브스, 재향군인국 국장으로 정부 사기 혐의로 유죄 판결을 받았다.

정력적인 재향군인국 국장 찰스 R. 포브스는 제1차 세계 대전 참전 용사들의 심각한 필요를 무시하고 자신의 부를 축적했다. 임명 후, 포브스는 하딩을 설득하여 재향군인 병원 건설 및 보급품에 대한 통제권을 부여하는 행정 명령을 발동하게 했다. 재향군인국 내부의 부패를 제한하기 위해 하딩은 모든 정부 계약이 공개 입찰을 통해 이루어져야 한다고 주장했지만, 포브스는 공모자들에게 내부 정보를 제공하여 그들의 입찰이 성공하도록 했다. 포브스의 재향군인국에서의 주요 임무는 전례 없는 연간 5억 달러의 예산을 사용하여 30만 명의 부상당한 제1차 세계 대전 참전 용사들을 돕기 위해 전국에 새로운 병원을 건설하는 것이었다. 포브스는 병원 침대당 건설 비용을 3,000달러에서 4,000달러로 늘려 정부를 약 2억 2,500만 달러 사취했다.
1922년 초, 포브스는 전국과 태평양 연안의 신축 병원 건설 현장을 둘러보는 "환영 여행"을 떠났다. 이 여행에서 포브스는 여행 특전과 주류 리베이트를 받았고, 시카고에서 5,000달러의 뇌물을 받았으며, 부패한 계약자들과 1,700만 달러 상당의 정부 건설 병원 계약을 체결하기 위한 비밀 코드를 만들었다고 알려졌다. 더 많은 돈을 벌기로 결심한 포브스는 미국 국회의사당으로 돌아오자마자 페리빌 창고에 보관되어 있던 자신의 통제 하에 있는 귀중한 병원 용품을 판매하기 시작했다. 정부는 제1차 세계 대전 동안 막대한 양의 병원 용품을 비축해 두었는데, 포브스는 이를 보스턴에 있는 톰슨 앤 켈리 회사에 원가의 극히 일부에 팔아넘겼다. 포브스의 재향군인국 법률 고문이었던 찰스 F. 크레이머가 1923년 자살하자 워싱턴 D.C.는 충격에 휩싸였다. 크레이머는 사망 당시 상원 위원회로부터 부패 혐의로 조사를 받고 있었다.
포브스는 연방 병원 관리 위원회 의장이자 귀중한 병원 물품의 통제권을 대표하는 찰스 E. 소이어 장군의 저항에 부딪혔다. 하딩의 개인 의사이기도 했던 소이어는 하딩에게 포브스가 귀중한 병원 물품을 내부 계약자에게 팔고 있다고 말했다. 판매 중단 명령을 두 차례 내린 후, 하딩은 마침내 포브스를 백악관으로 소환하여 선적을 중단하지 않은 불복종에 대해 사직을 요구했다. 그러나 하딩은 포브스의 사직을 아직 발표할 준비가 되지 않았고, 포브스가 유럽에 있는 미국 장애인 참전 용사들을 돕는다는 "터무니없는 구실"로 유럽으로 도망치게 했다. 하딩은 프랭크 T. 하인스 준장을 재향군인국 책임자로 임명했다. 하인스는 즉시 포브스가 남긴 혼란을 정리했다. 포브스가 미국으로 돌아오자, 그는 백악관 레드 룸에서 하딩을 방문했다. 회의 중에 하딩은 분노하여 포브스의 목을 잡고 격렬하게 흔들며 "이 배신자 새끼!"라고 소리쳤다. 1926년, 포브스는 미국 정부를 사취하려 공모한 혐의로 재판에 회부되어 유죄 판결을 받았다. 그는 2년의 징역형을 선고받았고 1927년 11월에 석방되었다.

### 기타 기관

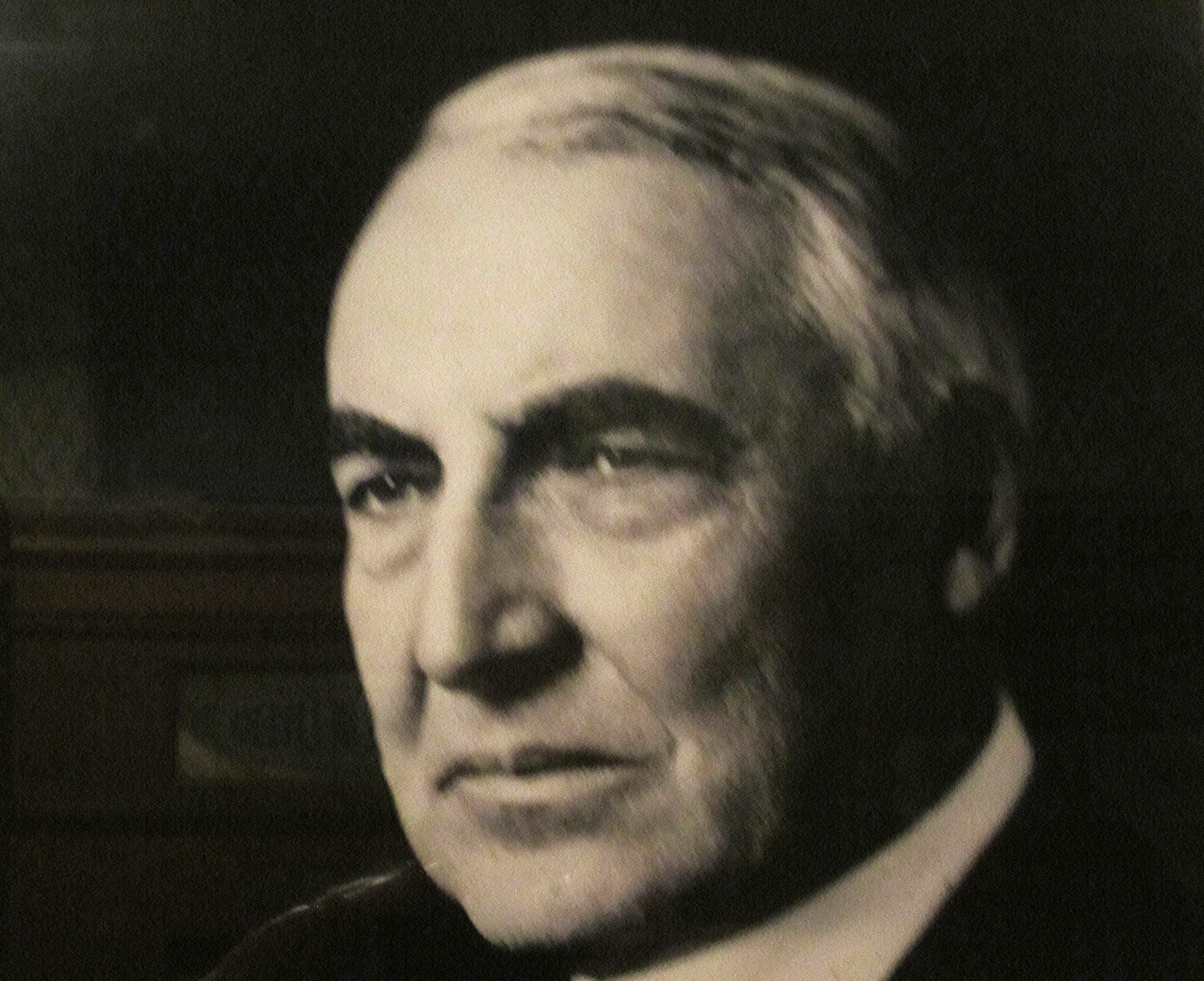
국립우편박물관의 워싱턴 D.C.에 있는 하딩의 모습.

1921년 6월 13일, 하딩은 앨버트 D. 래스커를 미국 해운 위원회 위원장으로 임명했다. 현금 기부자이자 하딩의 선거 운동 총책임자였던 래스커는 해운 회사와 관련된 경험이 전무했다. 1920년 존스액트는 해운 위원회가 미국 정부가 만든 선박을 미국 민간 회사에 판매할 수 있도록 허용했다. 의회 조사 결과 래스커가 책임자로 있는 동안 톤당 200달러에서 250달러 상당의 많은 귀중한 강철 화물선이 감정 없이 톤당 30달러라는 낮은 가격으로 미국 민간 해운 회사에 판매된 것으로 드러났다. 판매 부서의 매니저인 J. 해리 필빈은 의회 청문회에서 래스커의 권한 하에 미국 선박이 "...있는 그대로, 현지에서, 아무거나 골라, 어떤 선박이든 상관없이" 판매되었다고 증언했다. 래스커는 1923년 7월 1일 해운 위원회에서 사임했다.
외국인 재산 관리국의 수장인 토마스 W. 밀러는 아메리칸 메탈스 사건에서 사기 혐의로 유죄 판결을 받았다. 밀러는 시민권을 박탈당하고 18개월 징역과 5,000달러의 벌금형을 선고받았다. 그의 유죄 판결은 1928년 2월 6일 뉴욕 남부 지구 미국 지방 법원에 의해 확정되었다. 밀러는 13개월 복역 후 가석방되었다. 허버트 후버 대통령은 1933년 2월 2일 밀러의 시민권을 복권시켰다. 하딩의 금주 위원장인 로이 아사 헤인즈는 후원자로 가득 찬 금주국을 운영했는데, 이 기관은 처음부터 끝까지 부패했다고 알려졌다. 이 국의 주류 판매 "B 허가증"은 알려진 법 위반자들 사이에서 널리 사고 팔려 사실상 유통 가능한 증권이 되었다. 이 국의 요원들은 한 달 동안의 불법 허가증 판매로 1년치 봉급을 벌었다고 알려졌다.
1930년 3월에 사망한 토머스 B. 펠더 대령도 하딩 행정부 스캔들에 연루될 것이다.

## 백악관 생활

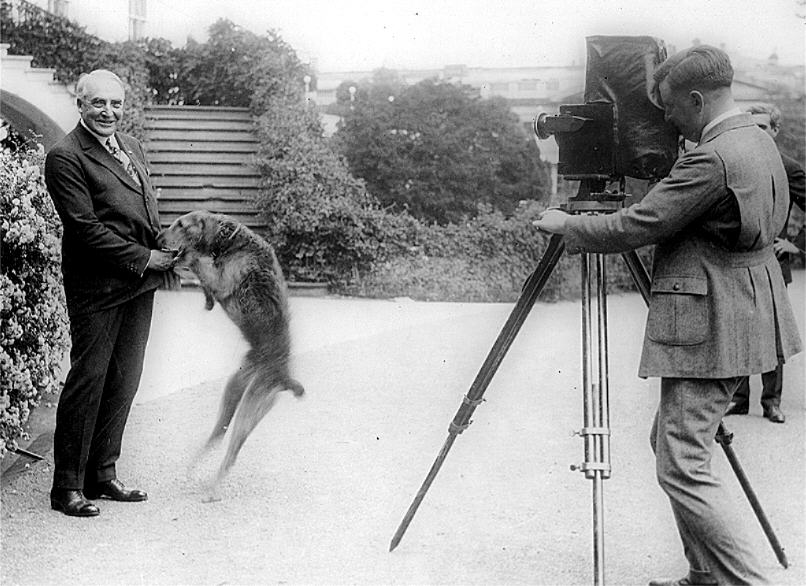
하딩 대통령과 그의 개 래디 보이. 사진: 1922년

백악관에서의 하딩의 생활 방식은 그의 전임자들과 비교했을 때 상당히 파격적이었다. 백악관 위층의 옐로우 오벌 룸에서 하딩은 대통령이 금주법을 시행해야 할 시기에 만찬 후 파티에서 손님들에게 밀주 위스키를 자유롭게 제공했다. 한 목격자 앨리스 롱워스는 "...상상할 수 있는 모든 브랜드의 위스키가 담긴 병들이 쟁반에 놓여 있었다"고 말했다. 이 술의 일부는 해리 더거티 미국 법무장관의 보좌관인 제스 스미스가 금주 부서에서 직접 압수한 것이었다. "여공작"으로도 알려진 하딩 부인은 손님들을 위해 술을 섞어 주었다. 하딩은 일주일에 두 번 포커를 치고 담배를 피우고 씹었다. 하딩은 백악관 포커 게임에서 4,000달러짜리 진주 넥타이핀을 땄다고 알려졌다. 워싱턴 D.C.의 이 "광란의 파티" 소문에 대해 금주법 지지자인 웨인 B. 휠러에게 비판을 받았지만, 하딩은 백악관 내부에서의 개인적인 음주는 자신의 사업이라고 주장했다. 하딩 부인이 자신을 모욕한 사람들의 작은 빨간 책을 가지고 있었음에도 불구하고, 집무실은 이제 다시 연례 부활절 달걀 굴리기 행사를 포함하여 대중에게 개방되었다.

## 서부 순회 및 사망

### 서부 순회

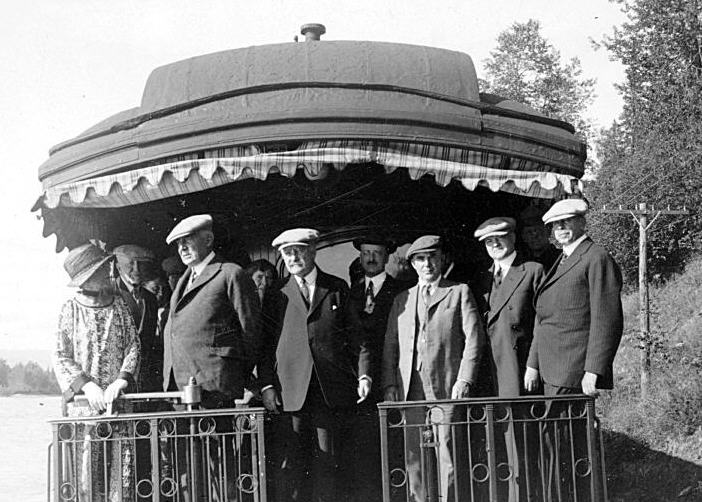
알래스카의 대통령 열차에 탑승한 하딩, 후버, 월리스, 워크 비서관, 하딩 부인과 함께

하딩은 재선에 도전하고 싶어 했지만, 재임 기간 동안 그의 건강은 악화되기 시작했다. 그는 술을 끊고, 과거 투자 손실 17만 달러를 회복하기 위해 "평생의 역작"인 매리언 스타를 팔았으며, 더거티에게 새로운 유언장을 작성하게 했다. 하딩은 개인 주치의 찰스 E. 소이어 박사와 함께 워싱턴을 떠나는 것이 대통령직의 스트레스를 덜어주는 데 도움이 될 것이라고 믿었다. 1923년 7월까지 하딩 행정부에 대한 비판은 증가하고 있었다. 워싱턴을 떠나기 전, 대통령은 왼쪽 팔로 퍼지는 흉통을 보고했다. 1923년 6월, 하딩은 "이해의 항해"라고 이름 붙인 여정을 시작했다. 대통령은 전국을 가로질러 북쪽으로 알래스카주로, 서해안을 따라 남쪽으로 이동한 다음 파나마 운하를 통해 해군 함선으로 푸에르토리코로 가서 8월 말에 워싱턴으로 돌아올 계획이었다. 이 여행을 통해 그는 1924년 선거 운동에 앞서 전국적으로 광범위하게 연설할 수 있었고, 워싱턴의 무더운 여름 더위를 피해 휴식을 취할 수 있었다.
하딩의 정치 고문들은 대통령이 축소 명령을 내렸음에도 불구하고 육체적으로 힘든 일정을 주었다. 캔자스 시티에서 하딩은 교통 문제에 대해 연설했고, 캔자스주 허친슨에서는 농업이 주제였다. 덴버에서는 금주법에 대해 연설했고, 프랭클린 D. 루스벨트 대통령이 연설하기 전까지는 어떤 대통령도 따라올 수 없는 일련의 연설을 계속하며 서쪽으로 이동했다. 연설 외에도 옐로스톤과 자이언 국립공원을 방문했고, 유서 깊은 개척자 에즈라 미커 등이 조직한 축하 행사에서 오리건 가도 기념비를 헌정했다. 7월 5일, 하딩은 워싱턴주에서 USS Henderson에 승선했다. 알래스카를 방문한 최초의 대통령으로서, 그는 배 갑판에서 극적인 풍경을 감상하며 몇 시간을 보냈다. 해안을 따라 여러 곳에 정박한 후, 대통령 일행은 슈어드에서 배에서 내려 알래스카 중앙 철도를 타고 맥킨리 공원과 페어뱅크스로 가서 94 °F (34 °C)의 더위 속에서 1,500명의 군중에게 연설했다. 일행은 리처드슨 트레일을 통해 슈어드로 돌아갈 예정이었으나, 하딩의 피로로 인해 기차를 이용했다.
7월 26일 밴쿠버 항구를 통해 도착한 하딩은 캐나다를 방문한 첫 번째 현직 미국 대통령이 되었다. 그는 부두에서 브리티시컬럼비아 주지사 존 올리버와 밴쿠버 시장의 환영을 받았다. 수천 명의 사람들이 밴쿠버 거리를 따라 늘어서서 고위 인사들의 차량 행렬이 스탠리 파크를 통해 도시를 가로지르는 것을 지켜보았고, 그곳에서 하딩은 40,000명 이상으로 추정되는 청중에게 연설했다. 그의 연설에서 그는 "당신은 우리의 이웃일 뿐만 아니라 아주 좋은 이웃이며, 우리는 당신의 발전과 독립을 우리가 당신의 우정을 소중히 여기는 것 못지않게 진심으로 기뻐합니다"라고 선언했다. 하딩은 또한 골프장도 방문했지만, 피로로 인해 여섯 홀밖에 마치지 못했다. 그는 자신의 피로를 숨기는 데 성공하지 못했다. 한 기자는 그가 너무 지쳐 며칠간의 휴식으로는 그를 재충전하기에 충분하지 않을 것이라고 평가했다.

### 사망

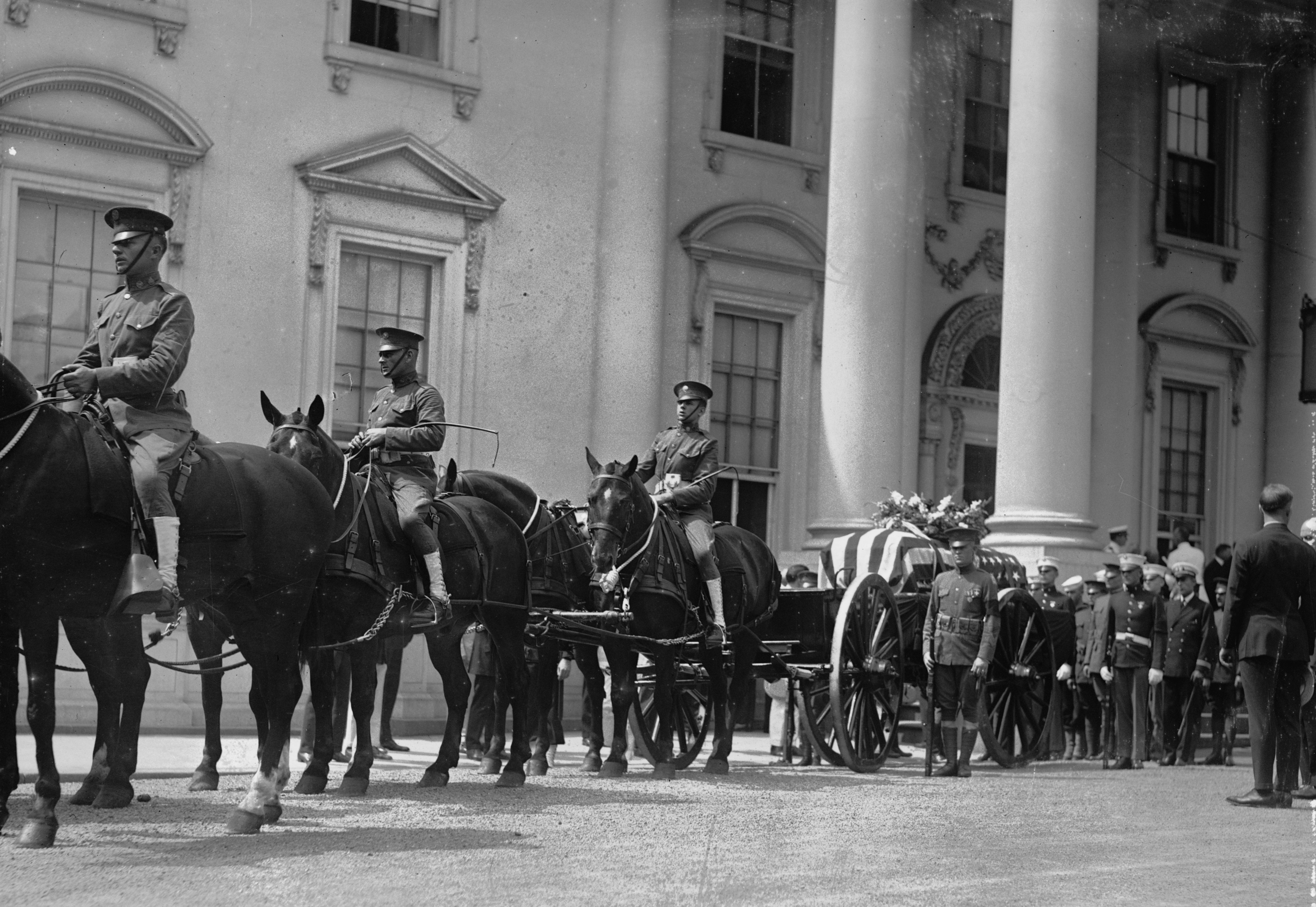
하딩 대통령의 장례 행렬이 백악관 앞을 지나가고 있다.

7월 27일 미국으로 돌아온 하딩은 시애틀에서 여러 행사에 참여했다. 항구에서 해군 함대를 검열하고 시내를 가로지르는 퍼레이드에 참가한 후, 그는 우드랜드 공원에서 열린 잼버리에서 3만 명 이상의 보이스카우트들에게 연설하고 워싱턴 대학교의 허스키 스타디움에서 2만 5천 명에게 연설했다. 그날 저녁, 그의 마지막 공식 공개 행사가 될 시애틀 기자 클럽에서 연설했다. 그날 저녁이 끝날 무렵 하딩은 거의 쓰러질 지경이었고, 일찍 잠자리에 들었다. 다음 날, 시애틀과 샌프란시스코 사이의 모든 투어 정거장이 취소되었고, 대통령 일행은 곧바로 샌프란시스코로 향했다. 7월 29일 아침에 도시로 도착한 하딩은 기차에서 차로 걸어갈 정도로 몸이 괜찮다고 느꼈다. 그러나 팰리스 호텔에 도착한 직후 그는 다시 쓰러졌다. 그를 검진한 의사들은 하딩의 심장이 문제가 될 뿐만 아니라 심각한 폐렴에 걸렸다는 것을 발견했다. 모든 공개 약속은 취소되었다.
카페인과 디곡신으로 치료를 받자 하딩은 호전되는 듯했다. 7월 31일 연설문이 호평을 받았다는 보도도 그의 기운을 북돋웠고, 8월 2일 오후가 되자 의사들은 그가 침대에 앉아 있을 수 있도록 허락했다. 그날 저녁 7시 30분경, 플로렌스 하딩이 대통령에게 더 새터데이 이브닝 포스트에 실린 "침착한 남자의 침착한 회고"라는 제목의 칭찬 기사를 읽어주던 중, 그는 경련을 일으키며 쓰러졌다. 의사들은 각성제를 시도했지만, 그를 살려내지 못했고, 하딩 대통령은 57세의 나이로 사망했다. 처음에는 뇌출혈로 인한 것으로 알려졌지만, 대통령의 사망은 거의 심장마비 때문이었을 가능성이 높다.
하딩의 죽음은 국가에 큰 충격이었다. 대통령은 사랑받고 존경받았으며, 언론과 대중은 그의 병세를 면밀히 추적했고, 그의 명백한 회복에 안도했다. 하딩의 시신은 관에 실려 전국을 가로지르는 열차로 옮겨졌고, 신문에서 면밀히 추적되었다. 하딩의 시신이 샌프란시스코에서 워싱턴 D.C.로 옮겨지는 동안 9백만 명이 철로를 따라 늘어섰고, 그곳에서 장례식이 치러진 후 오하이오주 매리언으로 옮겨져 매장되었다. 매리언에서 워런 하딩의 시신은 말 한 마리가 끄는 영구차에 실렸고, 그 뒤를 쿨리지 대통령과 태프트 대법원장이 따랐으며, 이어서 하딩의 아내와 아버지가 뒤따랐다. 그들은 시내를 가로질러 언론들이 침묵하는 스타 건물 옆을 지나, 마침내 매리언 묘지에 도착하여 관이 묘지 납골당에 안치되었다.
하딩 사망 직후, 하딩 부인은 워싱턴 D.C.로 돌아와, 역사가 프랜시스 러셀에 따르면, 하딩 대통령의 공식 및 비공식 서신과 문서를 가능한 한 많이 불태웠다. 그러나 하딩의 개인 비서인 조지 크리스천이 플로렌스 하딩의 지시를 따르지 않았기 때문에 하딩의 대부분의 서류는 살아남았다.

## 역사적 평가

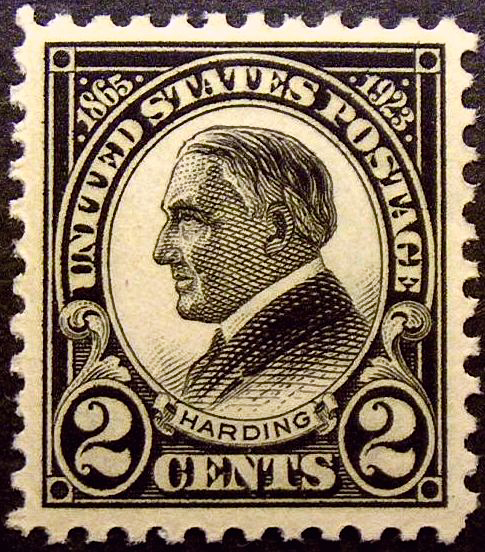
1923년 9월 1일 발행된 하딩 기념호

사망 당시 하딩은 미국뿐만 아니라 전 세계적으로 깊이 애도되었다. 그는 많은 유럽 신문에서 평화의 사나이로 불렸다. 미국 언론인들은 그를 아낌없이 칭찬했으며, 일부는 그가 조국을 위해 목숨을 바쳤다고 묘사했다. 그의 동료들은 그의 죽음에 충격을 받았다. 더거티는 "나는 아직 그것에 대해 글을 쓰거나 생각할 수 없다"고 썼다. 휴스는 "사랑하는 수장이 더 이상 우리와 함께하지 않는다는 사실을 실감할 수 없다"고 말했다.
하딩의 사망 직후, 조 미첼 채플의 《워런 G. 하딩의 생애와 시대, 우리의 전후 대통령》(1924)과 같은 성인전적인 서술이 뒤따랐다. 그 무렵 스캔들이 터져 나오기 시작했고, 하딩 행정부는 곧 대중의 인식 속에서 부패의 대명사가 되었다. 1920년대 후반에 쓰여진 작품들은 하딩의 역사적 명성을 형성하는 데 기여했다. 윌리엄 앨런 화이트의 『가면 속의 행렬』은 하딩을 조롱하고 폄하했으며, 새뮤얼 홉킨스 애덤스의 하딩 행정부를 다룬 소설화된 작품 『난장판』도 마찬가지였다. 이 책들은 하딩의 재임 기간을 대통령의 나약함이 극심했던 시기로 묘사했다. 난 브리튼의 베스트셀러 책이 그녀와 그의 불륜을 폭로하면서 고인이 된 대통령에 대한 대중의 평가가 더욱 낮아졌다. 쿨리지 대통령은 전임자와 거리를 두기 위해 하딩 묘지 헌납을 거부했다. 쿨리지의 후임자인 후버도 비슷하게 꺼려했지만, 쿨리지가 참석한 가운데 1931년 헌납을 주재했다. 그 무렵, 대공황이 한창일 때 후버는 하딩만큼이나 신용을 잃었다.
하딩의 명성은 논쟁과 재평가의 대상이 되어왔다. 그는 전통적으로 최악의 대통령 중 한 명으로 평가되어 왔다. 1948년 하버드 대학교에서 아서 M. 슐레징거 시니어 교수가 학자들의 대통령 평가를 설문 조사한 결과, 하딩은 고려된 29명의 대통령 중 최하위를 기록했다. 그 이후로도 그는 많은 다른 여론 조사에서 최하위를 기록했다. 그러나 이러한 평가의 중요성은 이후 더 큰 스캔들, 특히 워터게이트와 1923년 이후의 수많은 사회적 혼란 및 주요 위기로 인해 줄어들었다. 일부 저자와 역사가들은 하딩의 재임 기간에 대한 기존의 역사적 평가를 근본적으로 재평가하기 시작했다.

### 재평가
여러 역사가들이 하딩을 변호해 왔으며, 많은 이들이 그가 완전히 실패한 것이 아니라 단지 평균 이하였다고 주장한다. 역사가 로버트 K. 머리는 "하딩의 882일의 재임 기간은 한 시대 전체의 정치 철학과 프로그램을 정립하는 데 있어서 국가 역사상 몇몇 유사한 짧은 기간을 제외하고는 더욱 중요했다"고 썼다. 저자 마커스 래스킨과 로버트 스페로는 2007년에 하딩이 과소평가되었다고 믿었으며, 제1차 세계 대전 이후 하딩의 세계 평화 추구와 프랑스, 영국, 일본을 포함한 강력한 무장 국가들 사이에서 성공적인 해군 군축을 높이 평가했다. 2004년에 또 다른 대통령 스캔들인 워터게이트 사건과 관련하여 유명해진 존 딘은 아서 M. 슐레징거 주니어가 편집한 "미국 대통령" 시리즈의 짧은 전기 중 하딩 편을 썼다. 코피는 이 책이 현재까지 가장 수정주의적이며, 딘이 1914년 상원 선거 운동 중 그의 상대인 호건이 그의 신앙 때문에 공격받았을 때 침묵했던 것과 같은 하딩의 불리한 에피소드를 얼버무렸다고 비난했다.
트라니는 하딩의 오명된 유산이 하딩 자신의 깊이와 결단력 부족에서 비롯되었다고 지적한다. 페렐은 하딩의 낮은 평가가 실질적인 내용을 거의 읽지 않고 하딩에 대한 선정적인 이야기에 더 집중하는 학자들에게 있다고 주장한다. 코피는 "하딩에 대한 학문적 관심 부족이 그의 명성을 잃게 만들었으며, 학자들은 여전히 하딩을 대통령 중 거의 최하위로 평가하고 있다"고 믿는다.
2010년 저서 『우리가 마땅히 받아야 할 지도자들 (그리고 몇몇 그렇지 못한 지도자들): 대통령 평가 게임 재고』에서 대통령 역사가 앨빈 S. 펠젠버그는 여러 기준에 따라 대통령들을 평가하여 하딩을 고려된 40명의 대통령 중 26위에 올렸다.
수년 동안 나는 하딩에 대한 이러한 일반적인 [부정적인] 의견을 공유했다. 그러나 그를 연구하기 시작하면서... 워런 G. 하딩은 위대한 대통령은 아니었을지 모르지만, 그는 좋은 사람이었다. 그리고 더 많이 읽을수록 이상하게도 현대적인 인물이 나타나기 시작했다. 여기 여성, 소수자, 노동자들이 직면한 문제에 민감하고, 자신의 시대의 기술과 문화를 열정적으로 지능적으로 받아들인 사람이 있었다. 여기에는 상당한 재능을 가진 사람이 있었지만, 오늘날에는 모두 거의 잊혀졌다... 아마도 하딩 대통령 임기 중 가장 놀라운 단일 사건은 1921년 10월 26일 버밍햄, 앨라배마에서 분리된 군중에게 행한 그의 솔직한 연설이었다. 그는 교육, 고용, 정치 생활에서 아프리카계 미국인들이 완전한 평등을 얻을 때까지 민주주의는 항상 가짜가 될 것이라고 말했다.

## 같이 보기
- 워런 G. 하딩의 문화적 묘사
- 워런 G. 하딩 기념물 목록
- 재임 중 사망한 미국 대통령 목록
- 미국 우표에 실린 미국 대통령들

### 참고 문헌
- Adams, Samuel Hopkins (1979) [1939]. 《Incredible Era: The Life and Times of Warren Gamaliel Harding》. Houghton Mifflin. ISBN 978-0-374-90051-9.
- Armstrong, Stephen (2007). 《5 Steps to AP History》. McGraw-Hill. ISBN 978-0-07-162322-3.
- Anthony, Carl S. (1998). 《Florence Harding: The First Lady, the Jazz Age, and the Death of America's Most Scandalous President》. HarperCollins. ISBN 978-0-688-16975-6.
- Anthony, Carl S. (July–August 1998). 《The Most Scandalous President》. 《American Heritage》 49. 2012년 11월 28일에 원본 문서에서 보존된 문서. 2011년 5월 23일에 확인함.
- Behr, Edward (2011). 《Prohibition: Thirteen Years That Changed America》. Skyhorse Publishing. ISBN 978-1611450095.
- Benjamin, Louise M. Benjamin (2006). 《Freedom of the Air and the Public Interest: First Amendment Rights in Broadcasting To 1935》. SIU Press. ISBN 978-0-8093-2719-5.
- Coffey, Justin P. (2014), 〈Harding Biographies〉,   Sibley, Katherine A. S., 《A Companion to Warren G. Harding, Calvin Coolidge, and Herbert Hoover》, Chichester, UK: John Wiley & Sons, Inc., 79–93쪽, ISBN 978-1-4443-5003-6
- Dary, David (2004). 《The Oregon Trail: An American Saga》. Alfred A. Knopf. ISBN 978-0-375-41399-5.
- Dean, John W. (2004). 《Warren Harding: The 29th President, 1921–1923》. The American Presidents Series. Henry Holt and Co. ISBN 978-0-8050-6956-3.
- Downes, Randolph C. (1970). 《The Rise of Warren Gamaliel Harding, 1865–1920》. Ohio University Press. ISBN 978-0-8142-0140-4.
- Felzenberg, Alvin S. (2010). 《The Leaders We Deserved (and a Few We Didn't): Rethinking the Presidential Rating Game》. New York: Basic Books. ISBN 978-0-7867-2163-4.
- Ferrell, Robert H. (1992). 《Ill-Advised: Presidential Health & Public Trust》. Columbia, MO: University of Missouri Press. ISBN 978-0826208644.
- Ferrell, Robert H. (1998). 《The Strange Deaths of Warren G. Harding》. University of Missouri Press. ISBN 978-0-8262-1202-3.
- Fine, Gary Alan (1996). 《Reputational Entrepreneurs and the Memory of Incompetence》. 《American Journal of Sociology》 101. doi:10.1086/230820.
- Frum, David (2000). 《How We Got Here: The '70s》. Basic Books. ISBN 978-0-465-04195-4.
- Gleason, Mildred Diane and H. Micheal Tarver (2013). 《Warren G. Harding: Harbinger of Normalcy》. 노바 과학 출판사. ISBN 978-1-62618-463-3.
- Graff, Henry Franklin (2002). 《The Presidents: A Reference History》. Charles Scribner's Sons. ISBN 978-0-684-31226-2.
- Grant, Philip A. Jr. (1995). 《President Warren G. Harding and the British War Debt Question, 1921–1923》. 《Presidential Studies Quarterly》 25.
- Grieb, Kenneth J. (1976). 《The Latin American Policy of Warren G. Harding》. Texas Christian Univ. Press.*Morello, John A. (2001). 《Selling the President, 1920: Albert D. Lasker, Advertising, and the Election of Warren G. Harding》. Praeger.
- Hakim, Joy (1995). 《War, Peace, and All That Jazz》. Oxford University Press. ISBN 978-0-19-509514-2.
- Harding, Warren G. (1921년 10월 27일). 《Social Equality Impossible for Negro, Says President, Pleading for Fair Treatment》. The Atlanta Journal-Constitution.
- Harding, Warren G. (1921년 10월 26일). 《An International Problem》. Marion Daily Star.
- Herring, George C. (2008). 《From Colony to Superpower; U.S. Foreign Relations Since 1776》. Oxford University Press. ISBN 978-0-19-507822-0.
- Malin, James C. (1930). 《'The United States after the World War》. Ginn & Co.
- Matuz, Roger (2009).  Bill Harris, 편집. 《The Presidents Fact Book: The Achievements, Campaigns, Events, Triumphs, Tragedies, and Legacies of Every President from George Washington to Barack Obama》. Black Dog and & Leventhal Publishers, Inc. 458–463, 465–467쪽. ISBN 978-1-57912-807-4. 2010년 5월 27일에 확인함.
- Murnane, M. Susan (2004). 《Selling Scientific Taxation: The Treasury Departments Campaign for Tax Reform in the 1920s》. 《Law & Social Inquiry》 29. 819–856쪽. doi:10.1111/j.1747-4469.2004.tb01077.x. JSTOR 4092770. S2CID 155069922.
- Murray, Robert K. (1969). 《The Harding Era 1921–1923: Warren G. Harding and his Administration》. University of Minnesota Press. ISBN 0-8166-0541-6.
- Murray, Robert K. (1973). 《The Politics of Normalcy: Governmental Theory and Practice in the Harding–Coolidge Era》. W. W. Norton & Company. ISBN 0-393-05474-8.
- Nevins, Allan (1932).  듀마스 말론, 편집. 《Dictionary of American Biography Harding, Warren Gamaliel》. 뉴욕, 뉴욕주: Charles Scribner's Sons. 252–257쪽.
- Payne, Phillip G. (2014), 〈The Harding Presidency: Scandals, Legacy, and Memory〉,   Sibley, Katherine A. S., 《A Companion to Warren G. Harding, Calvin Coolidge, and Herbert Hoover》, Chichester, UK: John Wiley & Sons, Inc., 79–93쪽, ISBN 978-1-4443-5003-6
- Pietrusza, David (2007). 《1920: The Year of the Six Presidents》. New York: Caroll & Graf Publishers. ISBN 978-0-7867-1622-7.
- Russell, Francis (April 1963). 《The Four Mysteries Of Warren Harding》. 《American Heritage》 14. 2011년 6월 19일에 확인함.
- Russell, Francis (1962). 《The Shadow of Blooming Grove-Warren G. Harding In His Times》. Easton Press. ISBN 978-0-07-054338-6.
- Schlesinger, Arthur M. Jr. (1957). 《The Age of Roosevelt: The Crisis of the Old Order, 1919–1933》. Heinemann. ISBN 978-0-618-34085-9.
- Schweikart, Larry; Allen, Michael (2004). 《A Patriot's History of the United States》. Easton Press.
- Shogan, Robert (2004). 《The Battle of Blair Mountain》. Boulder, CO: Westview Press. ISBN 978-0-8133-4096-8.
- Sinclair, Andrew (1965). 《The Available Man: The Life behind the Masks of Warren Gamaliel Harding》. MacMillan Co.
- Sreenivasan, Jyotsna (2009). 《Poverty and the Government in America: A Historical Encyclopedia》 1. Greenwood Publishing Group. ISBN 978-1-59884-168-8.
- Thelen, David P. (1976). 《Robert M. La Follette and the Insurgent Spirit》. Little, Brown. ISBN 978-0316839273.
- Trani, Eugene P.; Wilson, David L. (1977). 《The Presidency of Warren G. Harding》. American Presidency. The Regents Press of Kansas. ISBN 978-0-7006-0152-3.
- Werner, Morris R. (2010). 《Privileged Characters》. General Books. ISBN 978-1-152-57676-6., reprint of 1923 book based on testimony to Congress.
- Wilson, Kevin G. (2000). 《Deregulating Telecommunications: U.S. and Canadian Telecommunications, 1840-1997》. Rowman & Littlefield. ISBN 9780847698257.
- Wynn, Neil (1986). 《From Progressivism to Prosperity: World War I and American Society》. Holmes & Meier. ISBN 978-0-8419-1107-9.